# Wereldkampioenschap voetbal 1990
Het FIFA wereldkampioenschap voetbal 1990 was de veertiende editie van een internationaal voetbaltoernooi tussen de nationale mannenteams van landen die aangesloten zijn bij de FIFA. De eindronde van het evenement werd gespeeld in Italië van 8 juni tot en met 8 juli.
Kameroen zorgde tijdens dit toernooi voor een tropische verrassing. De Ontembare Leeuwen versloegen favoriet Argentinië in de eerste ronde, en werden pas in de kwartfinales na verlengingen door Engeland uitgeschakeld. Voor Nederland was het geen goed WK. De hooggespannen verwachtingen na het winnen van het Europees Kampioenschap werden niet waargemaakt: Oranje wist geen enkele wedstrijd te winnen, en werd in de achtste finales met 2-1 uitgeschakeld door de latere wereldkampioen West-Duitsland. Deze wedstrijd werd bovendien overschaduwd door een spuugincident tussen Frank Rijkaard en Rudi Völler, waarna beiden met een rode kaart van het veld werden gestuurd. België won in de eerste ronde twee wedstrijden, maar werd in de achtste finales uitgeschakeld door Engeland in de allerlaatste minuut van de verlengingen.
Sportief was het toernooi geen succes, er werd over het algemeen veel te hard en te defensief gevoetbald. Er werden zestien rode kaarten uitgedeeld (vorig WK acht) en het doelpuntengemiddelde is tot op het heden het laagste aantal van alle WK's. Illustratief was het spel in de finale, waar voor de eerste keer in een finale een speler uit het veld werd gestuurd en voor de eerste keer een land geen doelpunt maakte. Liefst zeven van de acht wedstrijden vanaf de kwartfinales werd beslist door een strafschoppenserie of een strafschop in de wedstrijd. Na het toernooi nam de FIFA maatregelen: bij een overwinning kreeg de winnaar voortaan drie in plaats van twee punten, de doelman mocht de bal niet meer rapen, wanneer werd teruggespeeld en de buitenspelval werd aangepast ten gunste van de aanvaller.

## Groepen

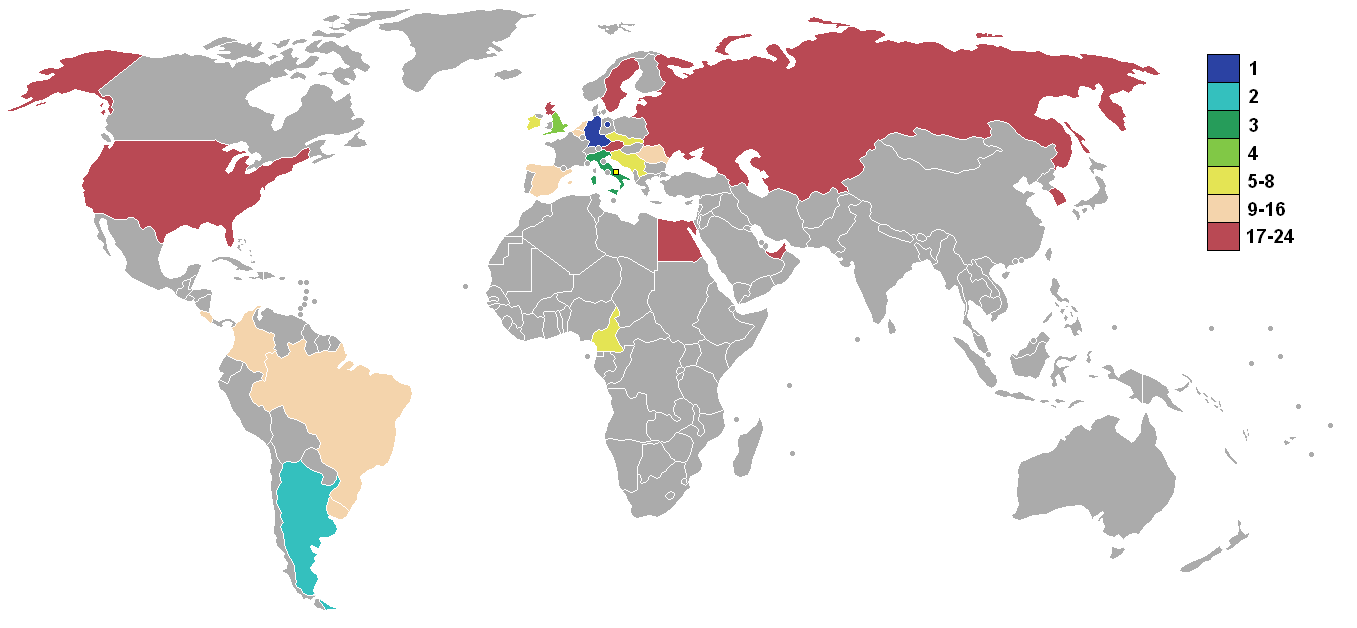
Deelnemende landen

## Kwalificatie
| FIFA-lid                     | Confederatie | Kwalificatie                              | Aantal dln. (inclusief 1990) | Dln. op rij | Eerste dln. | Laatste dln. | Titels (exclusief 1990) | Beste prestatie |
| ---------------------------- | ------------ | ----------------------------------------- | ---------------------------- | ----------- | ----------- | ------------ | ----------------------- | --------------- |
| Argentinië                   | CONMEBOL     | Titelverdediger                           | 10                           | 5           | 1930        | 1986         | 2                       | Wereldkampioen  |
| Uruguay                      | CONMEBOL     | Winnaar groep 1                           | 9                            | 2           | 1930        | 1986         | 2                       | Wereldkampioen  |
| Brazilië                     | CONMEBOL     | Winnaar groep 3                           | 14                           | 14          | 1930        | 1986         | 3                       | Wereldkampioen  |
| Costa Rica                   | CONCACAF     | Eerste finalegroep                        | 1e                           | 1           | n.v.t.      | n.v.t.       | n.v.t.                  | n.v.t.          |
| Verenigde Staten             | CONCACAF     | Tweede finalegroep                        | 4e                           | 1           | 1930        | 1950         | 0                       | Derde           |
| Italië                       | UEFA         | Gastland                                  | 12e                          | 8           | 1934        | 1986         | 3                       | Winnaar         |
| Roemenië                     | UEFA         | Winnaar groep 1                           | 5e                           | 1           | 1930        | 1970         | 0                       | Groepsfase      |
| Zweden                       | UEFA         | Winnaar groep 2                           | 8e                           | 1           | 1934        | 1978         | 0                       | Tweede          |
| Engeland                     | UEFA         | Tweede groep 2                            | 9e                           | 3           | 1950        | 1986         | 1                       | Winnaar         |
| Sovjet-Unie                  | UEFA         | Winnaar groep 3                           | 7e                           | 3           | 1958        | 1986         | 0                       | Vierde          |
| Oostenrijk                   | UEFA         | Tweede groep 3                            | 6e                           | 1           | 1934        | 1982         | 0                       | Derde           |
| Nederland                    | UEFA         | Winnaar groep 4                           | 4e                           | 1           | 1934        | 1978         | 0                       | Tweede          |
| Duitsland                    | UEFA         | Tweede groep 4                            | 12e                          | 10          | 1934        | 1986         | 2                       | Winnaar         |
| Joegoslavië                  | UEFA         | Winnaar groep 5                           | 8e                           | 1           | 1930        | 1982         | 0                       | Vierde          |
| Schotland                    | UEFA         | Tweede groep 5                            | 7e                           | 5           | 1954        | 1986         | 0                       | Groepsfase      |
| Spanje                       | UEFA         | Winnaar groep 6                           | 8e                           | 4           | 1934        | 1986         | 0                       | Vierde          |
| Ierland                      | UEFA         | Tweede groep 6                            | 1e                           | 1           | n.v.t.      | n.v.t.       | n.v.t.                  | n.v.t.          |
| België                       | UEFA         | Winnaar groep 7                           | 8e                           | 3           | 1930        | 1986         | 0                       | Vierde          |
| Tsjecho-Slowakije            | UEFA         | Tweede groep 7                            | 8e                           | 1           | 1934        | 1982         | 0                       | Tweede          |
| Egypte                       | CAF          | Winnaar 1                                 | 2e                           | 1           | 1934        | 1934         | 0                       | Eerste ronde    |
| Kameroen                     | CAF          | Winnaar 2                                 | 2e                           | 2           | 1982        | 1982         | 0                       | Kwartfinale     |
| Zuid-Korea                   | AFC          | Eerste finaleronde                        | 3e                           | 2           | 1954        | 1986         | 0                       | Groepsfase      |
| Verenigde Arabische Emiraten | AFC          | Tweede finaleronde                        | 1e                           | 1           | n.v.t.      | n.v.t.       | n.v.t.                  | n.v.t.          |
| Colombia                     | CONMEBOL     | Intercontinentale play-off (CONMEBOL–OFC) | 2                            | 1           | 1962        | 1962         | 0                       | Groepsfase      |

## Speelsteden
| Bari               | Genua                                                                                 | Cagliari                                                                              | Bologna                       |
| ------------------ | ------------------------------------------------------------------------------------- | ------------------------------------------------------------------------------------- | ----------------------------- |
| Stadio San Nicola  | Stadio Luigi Ferraris                                                                 | Stadio Sant'Elia                                                                      | Stadio Renato Dall'Ara        |
| Capaciteit: 58.270 | Capaciteit: 44.800                                                                    | Capaciteit: 44.200                                                                    | Capaciteit: 39.800            |
|                    |                                                                                       |                                                                                       |                               |
| Napels             | · Florence Napels Rome Turijn Milaan Verona Udine Genua Bologna Cagliari Bari Palermo | · Florence Napels Rome Turijn Milaan Verona Udine Genua Bologna Cagliari Bari Palermo | Rome                          |
| Stadio San Paolo   | · Florence Napels Rome Turijn Milaan Verona Udine Genua Bologna Cagliari Bari Palermo | · Florence Napels Rome Turijn Milaan Verona Udine Genua Bologna Cagliari Bari Palermo | Stadio Olimpico               |
| Capaciteit: 83.311 | · Florence Napels Rome Turijn Milaan Verona Udine Genua Bologna Cagliari Bari Palermo | · Florence Napels Rome Turijn Milaan Verona Udine Genua Bologna Cagliari Bari Palermo | Capaciteit: 81.200            |
|                    | · Florence Napels Rome Turijn Milaan Verona Udine Genua Bologna Cagliari Bari Palermo | · Florence Napels Rome Turijn Milaan Verona Udine Genua Bologna Cagliari Bari Palermo |                               |
| Udine              | · Florence Napels Rome Turijn Milaan Verona Udine Genua Bologna Cagliari Bari Palermo | · Florence Napels Rome Turijn Milaan Verona Udine Genua Bologna Cagliari Bari Palermo | Verona                        |
| Stadio Friuli      | · Florence Napels Rome Turijn Milaan Verona Udine Genua Bologna Cagliari Bari Palermo | · Florence Napels Rome Turijn Milaan Verona Udine Genua Bologna Cagliari Bari Palermo | Stadio Marc'Antonio Bentegodi |
| Capaciteit: 40.632 | · Florence Napels Rome Turijn Milaan Verona Udine Genua Bologna Cagliari Bari Palermo | · Florence Napels Rome Turijn Milaan Verona Udine Genua Bologna Cagliari Bari Palermo | Capaciteit: 43.216            |
|                    | · Florence Napels Rome Turijn Milaan Verona Udine Genua Bologna Cagliari Bari Palermo | · Florence Napels Rome Turijn Milaan Verona Udine Genua Bologna Cagliari Bari Palermo |                               |
| Turijn             | Milaan                                                                                | Palermo                                                                               | Florence                      |
| Stadio Delle Alpi  | Stadio Giuseppe Meazza                                                                | Stadio Della Favorita                                                                 | Stadio Communale              |
| Capaciteit: 71.362 | Capaciteit: 83.407                                                                    | Capaciteit: 42.311                                                                    | Capaciteit: 49.000            |
|                    |                                                                                       |                                                                                       |                               |

## Scheidsrechters
| Naam                   | Geboren    | Duels | Kreeg geel | Kreeg voor de tweede keer geel en dus rood | Weggestuurd |
| ---------------------- | ---------- | ----- | ---------- | ------------------------------------------ | ----------- |
| José Ramiz Wright      | 07/09/1944 | 4     | 10         | 0                                          | 0           |
| Edgardo Codesal        | 02/06/1951 | 3     | 8          | 0                                          | 2           |
| Helmut Kohl            | 08/02/1943 | 3     | 10         | 0                                          | 1           |
| Tullio Lanese          | 10/01/1947 | 3     | 14         | 0                                          | 1           |
| Juan Loustau           | 13/07/1947 | 3     | 5          | 0                                          | 2           |
| Joël Quiniou           | 11/07/1950 | 3     | 9          | 0                                          | 1           |
| Kurt Röthlisberger     | 21/05/1951 | 3     | 12         | 0                                          | 2           |
| Michel Vautrot         | 23/10/1945 | 3     | 10         | 0                                          | 3           |
| George Courtney        | 04/06/1941 | 2     | 7          | 1                                          | 0           |
| Siegfried Kirschen     | 13/10/1943 | 2     | 6          | 0                                          | 1           |
| Peter Mikkelsen        | 01/05/1960 | 2     | 1          | 0                                          | 0           |
| Aron Schmidhuber       | 28/02/1947 | 2     | 6          | 0                                          | 0           |
| Carlos Valente         | 25/07/1948 | 2     | 7          | 0                                          | 0           |
| Luigi Agnolin          | 21/03/1943 | 1     | 1          | 0                                          | 0           |
| Jamal Al Sharif        | 08/12/1954 | 1     | 7          | 0                                          | 1           |
| Emilio Soriano Aladrén | 29/10/1945 | 1     | 2          | 0                                          | 0           |
| Juan Cardellino        | 04/03/1942 | 1     | 2          | 0                                          | 0           |
| Erik Fredriksson       | 13/02/1943 | 1     | 5          | 0                                          | 1           |
| Elias Jácome           | 02/11/1945 | 1     | 3          | 0                                          | 0           |
| Neji Jouini            | 12/08/1949 | 1     | 4          | 0                                          | 0           |
| Carlos Maciel          | 14/11/1946 | 1     | 2          | 0                                          | 0           |
| Vincent Mauro          | 23/10/1943 | 1     | 1          | 0                                          | 0           |
| Hernán Silva           | 05/11/1948 | 1     | 3          | 0                                          | 0           |
| George Smith           | 14/10/1943 | 1     | 5          | 0                                          | 0           |
| Alan Snoddy            | 29/03/1955 | 1     | 3          | 0                                          | 0           |
| Aleksey Spirin         | 04/01/1952 | 1     | 2          | 0                                          | 0           |
| Shizuo Takada          | 05/08/1947 | 1     | 4          | 0                                          | 1           |
| Marcel Van Langenhove  | 16/04/1944 | 1     | 2          | 0                                          | 0           |
| Totaal                 | Totaal     | 50    | 151        | 1                                          | 16          |

## Groepsfase

### Groep A
Italië was de grote favoriet voor de wereldtitel en ging aanvallend van start tegen Oostenrijk. Veel kansen werden gekeerd of verprutst en vooral aanvaller Andrea Carnevale faalde in de afwerking. Zijn vervanger Salvatore Schillaci scoorde bijna onmiddellijk met een kopgoal na goed doorzetten van Gianluca Vialli, die de ster van het toernooi moest worden. Vialli faalde echter in de volgende wedstrijd door een strafschop te missen tegen de Verenigde Staten. Italië won opnieuw met 1-0 door een doelpunt van Giannini. Maar coach Azeglio Vicini greep in: Vialli en Carnevale werden vervangen door respectievelijk Schillaci en Roberto Baggio. Beide spelers scoorden tegen Tsjecho-Slowakije: het doelpunt van Baggio was een lange dribbel, dat later werd gekozen tot mooiste doelpunt van het toernooi. Tsjecho-Slowakije had pech dat bij een 1-0 stand een kopgoal van de bij Feyenoord spelende Stanislav Griga werd afgekeurd. Tsjecho-Slowakije werd nog wel tweede na makkelijke zeges tegen Oostenrijk en de Verenigde Staten.
| Land              | Wed | Win | Gel | Ver | DV | DT | +/− | Pnt |
| ----------------- | --- | --- | --- | --- | -- | -- | --- | --- |
| Italië            | 3   | 3   | 0   | 0   | 4  | 0  | 4   | 6   |
| Tsjecho-Slowakije | 3   | 2   | 0   | 1   | 6  | 3  | 3   | 4   |
| Oostenrijk        | 3   | 1   | 0   | 2   | 2  | 3  | -1  | 2   |
| Verenigde Staten  | 3   | 0   | 0   | 3   | 2  | 8  | -6  | 0   |

|                                              |               |                  |            |                                                                                            |
| 9 juni 1990 «onderlinge duels» 21:00 (UTC+2) | Italië        | 1 – 0            | Oostenrijk | Stadio Olimpico, Rome Toeschouwers: 73.303 Scheidsrechter: José Roberto Wright ( Brazilië) |
| 9 juni 1990 «onderlinge duels» 21:00 (UTC+2) | Schillaci 78' | Wedstrijdverslag |            | Stadio Olimpico, Rome Toeschouwers: 73.303 Scheidsrechter: José Roberto Wright ( Brazilië) |

|                                               |                  |                  |                                                           |                                                                                                  |
| 10 juni 1990 «onderlinge duels» 17:00 (UTC+2) | Verenigde Staten | 1 – 5            | Tsjecho-Slowakije                                         | Stadio Comunale, Florence Toeschouwers: 33.266 Scheidsrechter: Kurt Röthlisberger ( Zwitserland) |
| 10 juni 1990 «onderlinge duels» 17:00 (UTC+2) | Caligiuri 61'    | Wedstrijdverslag | 25', 78' Skuhravý 39' (pen.) Bílek 50' Hašek 90+3' Luhový | Stadio Comunale, Florence Toeschouwers: 33.266 Scheidsrechter: Kurt Röthlisberger ( Zwitserland) |

|                                               |              |                  |                  |                                                                                      |
| 14 juni 1990 «onderlinge duels» 21:00 (UTC+2) | Italië       | 1 – 0            | Verenigde Staten | Stadio Olimpico, Rome Toeschouwers: 73.423 Scheidsrechter: Edgardo Codesal ( Mexico) |
| 14 juni 1990 «onderlinge duels» 21:00 (UTC+2) | Giannini 11' | Wedstrijdverslag |                  | Stadio Olimpico, Rome Toeschouwers: 73.423 Scheidsrechter: Edgardo Codesal ( Mexico) |

|                                               |            |                  |                   |                                                                                          |
| 15 juni 1990 «onderlinge duels» 17:00 (UTC+2) | Oostenrijk | 0 – 1            | Tsjecho-Slowakije | Stadio Comunale, Florence Toeschouwers: 38.962 Scheidsrechter: George Smith ( Schotland) |
| 15 juni 1990 «onderlinge duels» 17:00 (UTC+2) |            | Wedstrijdverslag | 31' (pen.) Bílek  | Stadio Comunale, Florence Toeschouwers: 38.962 Scheidsrechter: George Smith ( Schotland) |

|                                               |                         |                  |                   |                                                                                      |
| 19 juni 1990 «onderlinge duels» 21:00 (UTC+2) | Italië                  | 2 – 0            | Tsjecho-Slowakije | Stadio Olimpico, Rome Toeschouwers: 73.303 Scheidsrechter: Joël Quiniou ( Frankrijk) |
| 19 juni 1990 «onderlinge duels» 21:00 (UTC+2) | Schillaci 9' Baggio 78' | Wedstrijdverslag |                   | Stadio Olimpico, Rome Toeschouwers: 73.303 Scheidsrechter: Joël Quiniou ( Frankrijk) |

|                                               |                     |                  |                  |                                                                                         |
| 19 juni 1990 «onderlinge duels» 21:00 (UTC+2) | Oostenrijk          | 2 – 1            | Verenigde Staten | Stadio Comunale, Florence Toeschouwers: 34.857 Scheidsrechter: Jamal Al Sharif ( Syrië) |
| 19 juni 1990 «onderlinge duels» 21:00 (UTC+2) | Ogris 52' Rodax 65' | Wedstrijdverslag | 85' Murray       | Stadio Comunale, Florence Toeschouwers: 34.857 Scheidsrechter: Jamal Al Sharif ( Syrië) |

### Groep B
De openingswedstrijd van het toernooi Argentinië tegen Kameroen was een opmerkelijk duel: in de eerste helft toonde Diego Maradona net als vier jaar terug vaak zijn klasse, maar Kameroen bleef op de been vooral dankzij de uitblinkende veteraandoelman Thomas N'Kono. In de tweede helft viel de pijlsnelle Claudio Caniggia bij Argentinië in en Kameroen ging steeds wilder spelen. Er bezeerde zich zelfs een toeschouwer op de tribune bij een wild geschoten bal van een van de Kameroenspelers. Daarna kwamen de momenten van de broertjes Bijik: Kana-Bijik werd uit het veld gestuurd na een zwaar bestrafte overtreding op Caniggia en Oman-Bijik scoorde het winnende doelpunt na een blunder van de Argentijnse doelman Pumpido. In het restant was er veel commotie: Canniggia maakte weer een snelle rush en werd na twee charges overleefd te hebben genadeloos getorpedeerd door Massing: het leverde de tweede rode kaart op. Kameroen kreeg in de slotfase zelfs nog de beste kansen dankzij een verfrissende invalbeurt van de 38-jarige veteraan Roger Milla.
Een dag later won Roemenië ook al verrassend van de Sovjet-Unie. Roemenië miste zijn vedette Gheorghe Hagi door een schorsing, en de Russen waren in het begin sterker, maar door een verkeerde inschatting van doelman Rinat Dasajev scoorde Marius Lăcătuș. Het doelpunt is in Nederland legendarisch geworden door het commentaar van verslaggever Hugo Walker: "Lacatoeeeeeeeeeeeees goal, goal Lacatus". De geprogrammeerd spelende ploeg van de Sovjet-Unie was van slag en Lăcătuș scoorde nog een tweede keer uit een strafschop (na een actie van hemzelf buiten het strafschopgebied).
Argentinië tegen de Sovjet-Unie was meteen een beladen wedstrijd door het slechte begin van beide teams. In het begin van de wedstrijd moest Pumpido meteen vervangen worden na een botsing met een van zijn eigen verdedigers. Reservedoelman Sergio Goycochea moest invallen, terwijl de Sovjet-Unie een hoekschop mocht nemen. In alle consternatie maakte nota bene Maradona daarbij hands, maar dat werd niet gezien door de scheidsrechter. Argentinië won uiteindelijk met 2-0, doordat ze gepassioneerder speelden dan de Russen, die nu zo goed als zeker uitgeschakeld waren.
Kameroen ging door met stunten door met 2-1 van Roemenië te winnen en was daardoor geplaatst voor de tweede ronde. Beide doelpunten werden gemaakt door Roger Milla, die ook indruk maakte met zijn dansjes rond de cornervlag. Argentinië en Roemenië hadden nu genoeg aan een punt om door te gaan naar de tweede ronde en dat gebeurde dan ook in een weer veel te hard duel. De Sovjet-Unie won nog wel duidelijk met 0-4 van Kameroen, maar had helemaal niets aan deze overwinning. Het tijdperk van hun Oekraïense coach Lobanovsky was hiermee ten einde.
| Land        | Wed | Win | Gel | Ver | DV | DT | +/− | Pnt |
| ----------- | --- | --- | --- | --- | -- | -- | --- | --- |
| Kameroen    | 3   | 2   | 0   | 1   | 3  | 5  | -2  | 4   |
| Roemenië    | 3   | 1   | 1   | 1   | 4  | 3  | 1   | 3   |
| Argentinië¹ | 3   | 1   | 1   | 1   | 3  | 2  | 1   | 3   |
| Sovjet-Unie | 3   | 1   | 0   | 2   | 4  | 4  | 0   | 2   |

|                                              |            |                  |                |                                                                                   |
| 8 juni 1990 «onderlinge duels» 18:00 (UTC+2) | Argentinië | 0 – 1            | Kameroen       | San Siro, Milaan Toeschouwers: 73.780 Scheidsrechter: Michel Vautrot ( Frankrijk) |
| 8 juni 1990 «onderlinge duels» 18:00 (UTC+2) |            | Wedstrijdverslag | 67' Omam-Biyik | San Siro, Milaan Toeschouwers: 73.780 Scheidsrechter: Michel Vautrot ( Frankrijk) |

|                                              |             |                  |                         |                                                                                                |
| 9 juni 1990 «onderlinge duels» 17:00 (UTC+2) | Sovjet-Unie | 0 – 2            | Roemenië                | Stadio San Nicola, Bari Toeschouwers: 42.907 Scheidsrechter: Juan Daniel Cardellino ( Uruguay) |
| 9 juni 1990 «onderlinge duels» 17:00 (UTC+2) |             | Wedstrijdverslag | 42', 57' (pen.) Lăcătuș | Stadio San Nicola, Bari Toeschouwers: 42.907 Scheidsrechter: Juan Daniel Cardellino ( Uruguay) |

|                                               |                            |                  |             |                                                                                          |
| 13 juni 1990 «onderlinge duels» 21:00 (UTC+2) | Argentinië                 | 2 – 0            | Sovjet-Unie | Stadio San Paolo, Napels Toeschouwers: 55.759 Scheidsrechter: Erik Fredriksson ( Zweden) |
| 13 juni 1990 «onderlinge duels» 21:00 (UTC+2) | Troglio 27' Burruchaga 79' | Wedstrijdverslag |             | Stadio San Paolo, Napels Toeschouwers: 55.759 Scheidsrechter: Erik Fredriksson ( Zweden) |

|                                               |                |                  |            |                                                                                    |
| 14 juni 1990 «onderlinge duels» 17:00 (UTC+2) | Kameroen       | 2 – 1            | Roemenië   | Stadio San Nicola, Bari Toeschouwers: 38.687 Scheidsrechter: Hernán Silva ( Chili) |
| 14 juni 1990 «onderlinge duels» 17:00 (UTC+2) | Milla 76', 86' | Wedstrijdverslag | 88' Balint | Stadio San Nicola, Bari Toeschouwers: 38.687 Scheidsrechter: Hernán Silva ( Chili) |

|                                               |            |                  |            |                                                                                                |
| 18 juni 1990 «onderlinge duels» 21:00 (UTC+2) | Argentinië | 1 – 1            | Roemenië   | Stadio San Paolo, Napels Toeschouwers: 52.733 Scheidsrechter: Carlos Silva Valente ( Portugal) |
| 18 juni 1990 «onderlinge duels» 21:00 (UTC+2) | Monzón 63' | Wedstrijdverslag | 68' Balint | Stadio San Paolo, Napels Toeschouwers: 52.733 Scheidsrechter: Carlos Silva Valente ( Portugal) |

|                                               |          |                  |                                                            |                                                                                              |
| 18 juni 1990 «onderlinge duels» 21:00 (UTC+2) | Kameroen | 0 – 4            | Sovjet-Unie                                                | Stadio San Nicola, Bari Toeschouwers: 37.307 Scheidsrechter: José Roberto Wright ( Brazilië) |
| 18 juni 1990 «onderlinge duels» 21:00 (UTC+2) |          | Wedstrijdverslag | 20' Protasov 29' Zygmantovitsj 55' Zavarov 63' Dobrovolski | Stadio San Nicola, Bari Toeschouwers: 37.307 Scheidsrechter: José Roberto Wright ( Brazilië) |

### Groep C
Brazilië was twintig jaar geen wereldkampioen geworden en probeerde dat doel nu te bereiken met een meer verdedigende houding. Coach Lazeroni gebruikte voor de eerste keer in de Braziliaanse verdediging een extra libero. Brazilië won alle drie zijn wedstrijden met één doelpunt verschil vanwege zijn surplus aan kwaliteit, maar de wedstrijden waren niet aangenaam om naar te kijken. Tekenend was dat alleen de aanvallers Careca en Müller wisten te scoren. Romario, spelend voor PSV Eindhoven en terugkomend van een zware blessure, kreeg alleen een kans in de laatste groepswedstrijd tegen Schotland, maar wist zich daarin niet te onderscheiden.
Schotland had een mindere selectie dan de jaren daarvoor, maar had nu eindelijk wel een goede kans om zich te plaatsen voor de tweede ronde. In de eerste wedstrijd tegen Costa Rica ging het echter al mis: de ploeg verloor door een doelpunt van Cayasso na uitstekend combinatievoetbal en door het uitmuntende keeperswerk van Luis Gabelo Conejo. De Schotten vochten voor hun laatste kans en wonnen op vechtlust van Zweden, zodat ze genoeg hadden aan een gelijkspel in hun laatste groepsduel tegen Brazilië om zich te plaatsen voor de achtste finales. In een armoedig duel, waarin Brazilië zich nauwelijks inspande, leek men dat doel eindelijk te verwezenlijken. In de slotfase liet doelman Jim Leighton echter een houdbaar schot van Alemão lopen, en Mūller scoorde in de rebound.
Zweden had nog een kleine kans tegen Costa Rica en stond bij rust met 1-0 voor, maar de Zweden hadden meer kunnen scoren als doelman Conejo niet opnieuw in een bloedvorm was. In de tweede helft viel de snelle Costaricaanse spits Hernán Medford in. Hij zorgde meteen voor paniek in de weinig wendbare Zweedse verdediging en scoorde uiteindelijk het winnende doelpunt, nadat hij ook al met een actie de gelijkmaker had voorbereid. De Zweden gingen af met drie nederlagen: het enige positieve was de doorbraak van de jonge aanvaller Tomas Brolin, die na het WK vertrok naar AC Parma.
| Land       | Wed | Win | Gel | Ver | DV | DT | +/− | Pnt |
| ---------- | --- | --- | --- | --- | -- | -- | --- | --- |
| Brazilië   | 3   | 3   | 0   | 0   | 4  | 1  | 3   | 6   |
| Costa Rica | 3   | 2   | 0   | 1   | 3  | 2  | 1   | 4   |
| Schotland  | 3   | 1   | 0   | 2   | 2  | 3  | -1  | 2   |
| Zweden     | 3   | 0   | 0   | 3   | 3  | 6  | -3  | 0   |

|                                               |                 |                  |            |                                                                                        |
| 10 juni 1990 «onderlinge duels» 21:00 (UTC+2) | Brazilië        | 2 – 1            | Zweden     | Stadio Delle Alpi, Turijn Toeschouwers: 62.628 Scheidsrechter: Tullio Lanese ( Italië) |
| 10 juni 1990 «onderlinge duels» 21:00 (UTC+2) | Careca 40', 63' | Wedstrijdverslag | 79' Brolin | Stadio Delle Alpi, Turijn Toeschouwers: 62.628 Scheidsrechter: Tullio Lanese ( Italië) |

|                                               |             |                  |           | |
| 11 juni 1990 «onderlinge duels» 17:00 (UTC+2) | Costa Rica  | 1 – 0            | Schotland | Stadio Luigi Ferraris, Genua Toeschouwers: 30.867 Scheidsrechter: Juan Carlos Loustau ( Argentinië) |
| 11 juni 1990 «onderlinge duels» 17:00 (UTC+2) | Cayasso 49' | Wedstrijdverslag |           | Stadio Luigi Ferraris, Genua Toeschouwers: 30.867 Scheidsrechter: Juan Carlos Loustau ( Argentinië) |

|                                               |            |                  |            |                                                                                       |
| 16 juni 1990 «onderlinge duels» 17:00 (UTC+2) | Brazilië   | 1 – 0            | Costa Rica | Stadio Delle Alpi, Turijn Toeschouwers: 58.007 Scheidsrechter: Neji Jouini ( Tunesië) |
| 16 juni 1990 «onderlinge duels» 17:00 (UTC+2) | Müller 33' | Wedstrijdverslag |            | Stadio Delle Alpi, Turijn Toeschouwers: 58.007 Scheidsrechter: Neji Jouini ( Tunesië) |

|                                               |               |                  |                                |                                                                                             |
| 16 juni 1990 «onderlinge duels» 21:00 (UTC+2) | Zweden        | 1 – 2            | Schotland                      | Stadio Luigi Ferraris, Genua Toeschouwers: 31.823 Scheidsrechter: Carlos Maciel ( Paraguay) |
| 16 juni 1990 «onderlinge duels» 21:00 (UTC+2) | Strömberg 86' | Wedstrijdverslag | 10' McCall 80' (pen.) Johnston | Stadio Luigi Ferraris, Genua Toeschouwers: 31.823 Scheidsrechter: Carlos Maciel ( Paraguay) |

|                                               |            |                  |           |                                                                                          |
| 20 juni 1990 «onderlinge duels» 21:00 (UTC+2) | Brazilië   | 1 – 0            | Schotland | Stadio Delle Alpi, Turijn Toeschouwers: 62.502 Scheidsrechter: Helmut Kohl ( Oostenrijk) |
| 20 juni 1990 «onderlinge duels» 21:00 (UTC+2) | Müller 82' | Wedstrijdverslag |           | Stadio Delle Alpi, Turijn Toeschouwers: 62.502 Scheidsrechter: Helmut Kohl ( Oostenrijk) |

|                                               |             |                  |                        |                                                                                                 |
| 20 juni 1990 «onderlinge duels» 21:00 (UTC+2) | Zweden      | 1 – 2            | Costa Rica             | Stadio Luigi Ferraris, Genua Toeschouwers: 30.223 Scheidsrechter: Zoran Petrović ( Joegoslavië) |
| 20 juni 1990 «onderlinge duels» 21:00 (UTC+2) | Ekström 32' | Wedstrijdverslag | 75' Flores 88' Medford | Stadio Luigi Ferraris, Genua Toeschouwers: 30.223 Scheidsrechter: Zoran Petrović ( Joegoslavië) |

### Groep D
West-Duitsland begon het WK flitsend met een 4-1 overwinning op Joegoslavië. Grote uitblinker was aanvoerder Lothar Matthäus, die het voortouw nam en met twee prima doelpunten indruk maakte. Van Joegoslavië werd vooraf veel verwacht, maar de ploeg had zoals vaker last van te veel individueel talent en zwak keeperswerk. Ook tegen de Verenigde Arabische Emiraten maakten de Duitsers een gedreven indruk en de Arabieren mochten zich prijzen met een 5-1 nederlaag. Khalid Ismail kreeg voor zijn tegentreffer een grote auto als cadeau van de emir. Joegoslavië revancheerde zich tegen een teleurstellend Colombia en de Emiraten en plaatsten zich als tweede voor de achtste finales.
De aardigste wedstrijd van de groep was West-Duitsland tegen Colombia, een contrast van twee stijlen: het energieke Duitse spel tegen het lome, korte combinatiespel van Colombia. Colombia maakte met name indruk in de eerste helft, maar vooral Carlos Estrada miste een aantal kansen. Ondertussen verbaasden de Duitsers zich om de rare fratsen van de Colombiaanse doelman Rene Higuita, die met zijn ver doorgevoerde escapades op het veld voor gevaarlijke situaties voor zijn eigen ploeg veroorzaakte. In de tweede helft ging West-Duitsland wat beter spelen en Lothar Matthäus was bijna succesvol met een volley op de lat. Vier minuten voor tijd leek het doek te vallen voor Colombia, invaller Pierre Littbarski maakte het doelpunt, echter met name regisseur Carlos Valderrama hield zijn hoofd koel in de blessuretijd. Na een zelf opgezette aanval kwam hij na typerend kort combinatievoetbal opnieuw in balbezit en met een pass bracht hij uit het niets Freddy Rincon vrij voor de doelman: 1-1. Colombia was hiermee geplaatst voor de achtste finales.
| Land                         | Wed | Win | Gel | Ver | DV | DT | +/− | Pnt |
| ---------------------------- | --- | --- | --- | --- | -- | -- | --- | --- |
| West-Duitsland               | 3   | 2   | 1   | 0   | 10 | 3  | 7   | 5   |
| Joegoslavië                  | 3   | 2   | 0   | 1   | 6  | 5  | 1   | 4   |
| Colombia¹                    | 3   | 1   | 1   | 1   | 3  | 2  | 1   | 3   |
| Verenigde Arabische Emiraten | 3   | 0   | 0   | 3   | 2  | 11 | –9  | 0   |

|                                              |        |                  |                          |                                                                                                  |
| 9 juni 1990 «onderlinge duels» 17:00 (UTC+2) | V.A.E. | 0 – 2            | Colombia                 | Stadio Renato Dall'Ara, Bologna Toeschouwers: 30.791 Scheidsrechter: George Courtney ( Engeland) |
| 9 juni 1990 «onderlinge duels» 17:00 (UTC+2) |        | Wedstrijdverslag | 50' Redín 85' Valderrama | Stadio Renato Dall'Ara, Bologna Toeschouwers: 30.791 Scheidsrechter: George Courtney ( Engeland) |

|                                               |                                            |                  |             |                                                                                     |
| 10 juni 1990 «onderlinge duels» 21:00 (UTC+2) | West-Duitsland                             | 4 – 1            | Joegoslavië | San Siro, Milaan Toeschouwers: 74.765 Scheidsrechter: Peter Mikkelsen ( Denemarken) |
| 10 juni 1990 «onderlinge duels» 21:00 (UTC+2) | Matthäus 28', 64' Klinsmann 39' Völler 70' | Wedstrijdverslag | 55' Jozić   | San Siro, Milaan Toeschouwers: 74.765 Scheidsrechter: Peter Mikkelsen ( Denemarken) |

|                                               |             |                  |          |                                                                                              |
| 14 juni 1990 «onderlinge duels» 17:00 (UTC+2) | Joegoslavië | 1 – 0            | Colombia | Stadio Renato Dall'Ara, Bologna Toeschouwers: 32.257 Scheidsrechter: Luigi Agnolin ( Italië) |
| 14 juni 1990 «onderlinge duels» 17:00 (UTC+2) | Jozić 75'   | Wedstrijdverslag |          | Stadio Renato Dall'Ara, Bologna Toeschouwers: 32.257 Scheidsrechter: Luigi Agnolin ( Italië) |

|                                               |                                                     |                  |            |                                                                                    |
| 15 juni 1990 «onderlinge duels» 21:00 (UTC+2) | West-Duitsland                                      | 5 – 1            | V.A.E.     | San Siro, Milaan Toeschouwers: 71.169 Scheidsrechter: Alexey Spirin ( Sovjet-Unie) |
| 15 juni 1990 «onderlinge duels» 21:00 (UTC+2) | Völler 35', 75' Klinsmann 37' Matthäus 47' Bein 58' | Wedstrijdverslag | 46' Ismaïl | San Siro, Milaan Toeschouwers: 71.169 Scheidsrechter: Alexey Spirin ( Sovjet-Unie) |

|                                               |                |                  |              |                                                                                    |
| 19 juni 1990 «onderlinge duels» 17:00 (UTC+2) | West-Duitsland | 1 – 1            | Colombia     | San Siro, Milaan Toeschouwers: 72.510 Scheidsrechter: Alan Snoddy ( Noord-Ierland) |
| 19 juni 1990 «onderlinge duels» 17:00 (UTC+2) | Littbarski 89' | Wedstrijdverslag | 90+3' Rincón | San Siro, Milaan Toeschouwers: 72.510 Scheidsrechter: Alan Snoddy ( Noord-Ierland) |

|                                               |                                        |                  |           |                                                                                             |
| 19 juni 1990 «onderlinge duels» 17:00 (UTC+2) | Joegoslavië                            | 4 – 1            | V.A.E.    | Stadio Renato Dall'Ara, Bologna Toeschouwers: 27.833 Scheidsrechter: Shizuo Takada ( Japan) |
| 19 juni 1990 «onderlinge duels» 17:00 (UTC+2) | Sušić 4' Pančev 8', 46' Prosinečki 90' | Wedstrijdverslag | 22' Jumaa | Stadio Renato Dall'Ara, Bologna Toeschouwers: 27.833 Scheidsrechter: Shizuo Takada ( Japan) |

### Groep E
Vooraf rommelde het in het Belgische kamp, Walter Meeuws werd ontslagen na slechte resultaten en een conflict met Enzo Scifo. Scifo eiste een basisplaats op, want anders ging hij niet mee doen in een vriendschappelijke wedstrijd tegen Griekenland. Zonder Scifo verloor België met 2-0 en de oude coach Guy Thys werd opnieuw aangesteld om het team te begeleiden op het WK. Thys gaf alle vertrouwen aan Scifo om achter de spitsen te spelen, hetgeen ten koste ging van record-international Jan Ceulemans. Scifo was weer in vorm gekomen bij de Franse club AJ Auxerre, nadat hij faalde bij Inter Milaan. In de eerste wedstrijd tegen Zuid-Korea viel Ceulemans in de tweede helft in en daarna ging het lopen: Zuid-Korea werd met 2-0 verslagen door een fris spelend België.
In de tweede wedstrijd tegen Uruguay stonden zowel Scifo als Ceulemans in de basis. Uruguay speelde eerder met 0-0 gelijk tegen Spanje, een teleurstelling, omdat Uruguay in de tweede helft veel beter speelde dan het teleurstellende Spanje en de Uruguayaanse aanvaller Ruben Sosa een strafschop miste. België overklaste Uruguay in de eerste helft en stond met 2-0 voor door doelpunten van Leo Clijsters en van de uitblinkende Scifo. Een smet op de eerste helft waren de twee gele kaarten van aanvoerder Eric Gerets, de scheidsrechter trapte in een "schwalbe" van Ruben Sosa. Zonder Gerets won België uiteindelijk met 3-1 en was geplaatst voor de achtste finales.
Spanje speelde nog steeds pover, maar dankzij drie doelpunten van Míchel werd Zuid-Korea met 3-1 verslagen. Spanje werd zelfs groepswinnaar door van België te winnen: Scifo onderscheidde zich nu in negatieve zin door een strafschop te missen. Uruguay plaatste zich ook voor de achtste finales door een laat doelpunt van invaller Fonseca tegen de puntloze Koreanen.
| Land       | Wed | Win | Gel | Ver | DV | DT | +/− | Pnt |
| ---------- | --- | --- | --- | --- | -- | -- | --- | --- |
| Spanje     | 3   | 2   | 1   | 0   | 5  | 2  | 3   | 5   |
| België     | 3   | 2   | 0   | 1   | 6  | 3  | 3   | 4   |
| Uruguay¹   | 3   | 1   | 1   | 1   | 2  | 3  | -1  | 3   |
| Zuid-Korea | 3   | 0   | 0   | 3   | 1  | 6  | -5  | 0   |

|                                               |                         |                  |            | |
| 12 juni 1990 «onderlinge duels» 17:00 (UTC+2) | België                  | 2 – 0            | Zuid-Korea | Stadio Marc'Antonio Bentegodi, Verona Toeschouwers: 32.790 Scheidsrechter: Vincent Mauro ( Verenigde Staten) |
| 12 juni 1990 «onderlinge duels» 17:00 (UTC+2) | Degryse 53' De Wolf 64' | Wedstrijdverslag |            | Stadio Marc'Antonio Bentegodi, Verona Toeschouwers: 32.790 Scheidsrechter: Vincent Mauro ( Verenigde Staten) |

|                                               |                  |       |        |                                                                                       |
| 13 juni 1990 «onderlinge duels» 17:00 (UTC+2) | Uruguay          | 0 – 0 | Spanje | Stadio Friuli, Udinese Toeschouwers: 35.713 Scheidsrechter: Helmut Kohl ( Oostenrijk) |
| 13 juni 1990 «onderlinge duels» 17:00 (UTC+2) | Wedstrijdverslag |       |        | Stadio Friuli, Udinese Toeschouwers: 35.713 Scheidsrechter: Helmut Kohl ( Oostenrijk) |

|                                               |                                       |                  |                | |
| 17 juni 1990 «onderlinge duels» 21:00 (UTC+2) | België                                | 3 – 1            | Uruguay        | Stadio Marc'Antonio Bentegodi, Verona Toeschouwers: 33.759 Scheidsrechter: Siegfried Kirschen ( Oost Duitsland) |
| 17 juni 1990 «onderlinge duels» 21:00 (UTC+2) | Clijsters 16' Scifo 22' Ceulemans 47' | Wedstrijdverslag | 73' Bengoechea | Stadio Marc'Antonio Bentegodi, Verona Toeschouwers: 33.759 Scheidsrechter: Siegfried Kirschen ( Oost Duitsland) |

|                                               |                  |                  |                      |                                                                                     |
| 17 juni 1990 «onderlinge duels» 21:00 (UTC+2) | Zuid-Korea       | 1 – 3            | Spanje               | Stadio Friuli, Udinese Toeschouwers: 32.733 Scheidsrechter: Elías Jácome ( Ecuador) |
| 17 juni 1990 «onderlinge duels» 21:00 (UTC+2) | Hwangbo Kwan 42' | Wedstrijdverslag | 22', 61', 81' Míchel | Stadio Friuli, Udinese Toeschouwers: 32.733 Scheidsrechter: Elías Jácome ( Ecuador) |

|                                               |              |                  |                              | |
| 21 juni 1990 «onderlinge duels» 17:00 (UTC+2) | België       | 1 – 2            | Spanje                       | Stadio Marc'Antonio Bentegodi, Verona Toeschouwers: 35.950 Scheidsrechter: Juan Carlos Loustau ( Argentinië) |
| 21 juni 1990 «onderlinge duels» 17:00 (UTC+2) | Vervoort 28' | Wedstrijdverslag | 20' (pen.) Míchel 38' Górriz | Stadio Marc'Antonio Bentegodi, Verona Toeschouwers: 35.950 Scheidsrechter: Juan Carlos Loustau ( Argentinië) |

|                                               |            |                  |             |                                                                                     |
| 21 juni 1990 «onderlinge duels» 17:00 (UTC+2) | Zuid-Korea | 0 – 1            | Uruguay     | Stadio Friuli, Udinese Toeschouwers: 29.039 Scheidsrechter: Tullio Lanese ( Italië) |
| 21 juni 1990 «onderlinge duels» 17:00 (UTC+2) |            | Wedstrijdverslag | 90' Fonseca | Stadio Friuli, Udinese Toeschouwers: 29.039 Scheidsrechter: Tullio Lanese ( Italië) |

### Groep F
Voor veel kenners was Nederland vooraf de favoriet, want dat land was Europees kampioen geworden met vrijwel dezelfde selectie: alleen Arnold Mühren was gestopt. De twee jaren daarna groeiden Marco van Basten, Ruud Gullit en Frank Rijkaard uit tot wereldsterren bij AC Milan en wonnen twee maal de Europa Cup der Landskampioenen. Echter, er was ook veel onrust in de selectie gekomen de afgelopen twee jaar. De ploeg had zich op routine voor het WK geplaatst, want het voetbal was maar matig geweest en coach Thijs Libregts werd ontslagen, omdat sommige spelers hem niet serieus namen. Vooral Ruud Gullit, die zelf voornamelijk geblesseerd was gedurende de kwalificatie, voerde een mediacampagne tegen Libregts. Het sectiebestuur betaald voetbal, met Rinus Michels als portefeuillehouder technische zaken, stelde als interim-coach Leo Beenhakker aan. In een stemming eind maart op Schiphol hadden de meeste spelers voor Johan Cruijff als kandidaat gekozen. Vooral Marco van Basten en Ronald Koeman waren voorstander van de coach van Barcelona. Het is zeer de vraag of Cruijff van zijn voorzitter Nunes de gelegenheid zou hebben gekregen om Oranje op het WK te coachen. Hij had in het voorjaar van 1990 met hem afgesproken dat de selectie van Barcelona in de zomer zou worden vernieuwd, de eerste twee jaren van Cruijff in de Catalaanse hoofdstad verliepen nog niet heel erg succesvol. Bovendien had Cruijff als speler al aan zijn familie beloofd nooit meer zo lang van huis te gaan en waren er problemen te verwachten rondom de samenstelling van de technische staf en het sponsorcontract dat de KNVB met Adidas had.
Gullit kwam terug van een zware blessure en was niet helemaal fit. Een trainingskamp in Kroatië liep uit op een mislukking: de arts stelde een tropenrooster op om te wennen aan de hete Italiaanse temperaturen, maar het was juist steenkoud in Kroatië. Daarnaast verloor Nederland een oefeninterland met 3-2 van het niet bepaald sterke Oostenrijk, na met 3-0 achter te hebben gestaan.
De eerste wedstrijd was tegen Egypte, een verdedigende tegenstander. Toen Egypte door had dat de Europese kampioen niet in goeden doen was, kropen ze aantal keren uit hun schulp. In het begin van de tweede helft kregen de Egyptenaren drie grote kansen, maar Hans van Breukelen hield Nederland in de wedstrijd. Vlak daarna scoorde invaller Wim Kieft en de Egyptenaren leken het op te geven. Aan het einde van de wedstrijd kwamen ze terug in de wedstrijd, maar invaller Adel Abdelrahman miste een niet te missen kans. In de 83e minuut torpedeerde Ronald Koeman Hossam Hassan buiten het strafschopgebied, maar de scheidsrechter gaf toch een strafschop. Die werd wel verzilverd door Abdelghani, en Nederland was het toernooi hopeloos begonnen.
In een katterige sfeer vertrok het team van Palermo naar Cagliari, waar een oude bekende wachtte: Nederland had Engeland op het EK met 3-1 verslagen door drie treffers van Van Basten. Engeland begon het WK ook stroef met een 1-1 gelijkspel tegen Ierland in een armoedig duel. Coach Bobby Robson was bevreesd voor het duo Van Basten/Gullit en stelde een extra verdediger op: Mark Wright. De vrees voor het duo was ongegrond, want beiden kwamen totaal niet in het stuk voor. Engeland was onder aanvoering van de jonge Paul Gascoigne met name in de tweede helft veel sterker, maar vooral veteraan Gary Lineker miste veel kansen. Er waren ook twee afgekeurde doelpunten: aangeschoten hands van Lineker en in de blessuretijd scoorde Stuart Pearce direct uit een vrije trap, terwijl scheidsrechter Petrovic een indirecte vrije trap had aangegeven.
Aangezien Ierland-Egypte op een 0-0 gelijkspel was geëindigd, stonden alle vier de clubs precies gelijk. In de laatste groepswedstrijd tegen Ierland begon Nederland uitstekend met een doelpunt van Ruud Gullit na combinatiespel met Wim Kieft. Van Basten speelde nu achter Kieft, maar een succes was het weer niet. In de tweede helft was Ierland veel sterker, maar het had een fout van Hans van Breukelen nodig om te kunnen scoren: hij verwerkte een rare terugspeelbal van Berry van Aerle slecht, en Niall Quinn schoot de bal raak. Nederland was rijp voor de sloop, maar werd gered door de mededeling dat Engeland voor stond tegen Egypte en zodoende virtueel groepswinnaar werd. Beide landen hadden nu genoeg aan een gelijkspel en speelden het laatste kwartier de bal plichtmatig rond. Ze eindigden zelfs precies gelijk, en een loting moest dan ook uitmaken wie de tegenstander van Nederland in de achtste finales werd: dat werd uiteindelijk West-Duitsland.
| Land         | Wed | Win | Gel | Ver | DV | DT | +/− | Pnt |
| ------------ | --- | --- | --- | --- | -- | -- | --- | --- |
| Engeland     | 3   | 1   | 2   | 0   | 2  | 1  | 1   | 4   |
| Ierland²     | 3   | 0   | 3   | 0   | 2  | 2  | 0   | 3   |
| Nederland¹,² | 3   | 0   | 3   | 0   | 2  | 2  | 0   | 3   |
| Egypte       | 3   | 0   | 2   | 1   | 1  | 2  | -1  | 2   |

²Bepaald door loting door de FIFA
|                                               |            |                  |            | |
| 11 juni 1990 «onderlinge duels» 21:00 (UTC+2) | Engeland   | 1 – 1            | Ierland    | Stadio Sant'Elia, Cagliari Toeschouwers: 35.238 Scheidsrechter: Aron Schmidhuber ( West-Duitsland) |
| 11 juni 1990 «onderlinge duels» 21:00 (UTC+2) | Lineker 8' | Wedstrijdverslag | 73' Sheedy | Stadio Sant'Elia, Cagliari Toeschouwers: 35.238 Scheidsrechter: Aron Schmidhuber ( West-Duitsland) |

|                                               |           |                  |                       |                                                                                                   |
| 12 juni 1990 «onderlinge duels» 21:00 (UTC+2) | Nederland | 1 – 1            | Egypte                | Stadio La Favorita, Palermo Toeschouwers: 33.288 Scheidsrechter: Emilio Soriano Aladrén ( Spanje) |
| 12 juni 1990 «onderlinge duels» 21:00 (UTC+2) | Kieft 58' | Wedstrijdverslag | 83' (pen.) Abdelghani | Stadio La Favorita, Palermo Toeschouwers: 33.288 Scheidsrechter: Emilio Soriano Aladrén ( Spanje) |

|                                               |                  |       |           |                                                                                               |
| 16 juni 1990 «onderlinge duels» 21:00 (UTC+2) | Engeland         | 0 – 0 | Nederland | Stadio Sant'Elia, Cagliari Toeschouwers: 35.267 Scheidsrechter: Zoran Petrović ( Joegoslavië) |
| 16 juni 1990 «onderlinge duels» 21:00 (UTC+2) | Wedstrijdverslag |       |           | Stadio Sant'Elia, Cagliari Toeschouwers: 35.267 Scheidsrechter: Zoran Petrović ( Joegoslavië) |

|                                               |                  |       |        |                                                                                                  |
| 17 juni 1990 «onderlinge duels» 17:00 (UTC+2) | Ierland          | 0 – 0 | Egypte | Stadio La Favorita, Palermo Toeschouwers: 33.288 Scheidsrechter: Marcel Van Langenhove ( België) |
| 17 juni 1990 «onderlinge duels» 17:00 (UTC+2) | Wedstrijdverslag |       |        | Stadio La Favorita, Palermo Toeschouwers: 33.288 Scheidsrechter: Marcel Van Langenhove ( België) |

|                                               |                 |                  |        |                                                                                                   |
| 21 juni 1990 «onderlinge duels» 21:00 (UTC+2) | Engeland        | 1 – 0            | Egypte | Stadio Sant'Elia, Cagliari Toeschouwers: 34.959 Scheidsrechter: Kurt Röthlisberger ( Zwitserland) |
| 21 juni 1990 «onderlinge duels» 21:00 (UTC+2) | Mark Wright 58' | Wedstrijdverslag |        | Stadio Sant'Elia, Cagliari Toeschouwers: 34.959 Scheidsrechter: Kurt Röthlisberger ( Zwitserland) |

|                                               |           |                  |            |                                                                                              |
| 21 juni 1990 «onderlinge duels» 21:00 (UTC+2) | Ierland   | 1 – 1            | Nederland  | Stadio La Favorita, Palermo Toeschouwers: 33.288 Scheidsrechter: Michel Vautrot ( Frankrijk) |
| 21 juni 1990 «onderlinge duels» 21:00 (UTC+2) | Quinn 71' | Wedstrijdverslag | 10' Gullit | Stadio La Favorita, Palermo Toeschouwers: 33.288 Scheidsrechter: Michel Vautrot ( Frankrijk) |

### Derde plaatsen
| Land       | Wed | Win | Gel | Ver | DV | DT | +/− | Pnt |
| ---------- | --- | --- | --- | --- | -- | -- | --- | --- |
| Argentinië | 3   | 1   | 1   | 1   | 3  | 2  | +1  | 3   |
| Colombia   | 3   | 1   | 1   | 1   | 3  | 2  | +1  | 3   |
| Nederland  | 3   | 0   | 3   | 0   | 2  | 2  | 0   | 3   |
| Uruguay    | 3   | 1   | 1   | 1   | 2  | 3  | −1  | 3   |
| Oostenrijk | 3   | 1   | 0   | 2   | 2  | 3  | −1  | 2   |
| Schotland  | 3   | 1   | 0   | 2   | 2  | 3  | −1  | 2   |

¹De vier beste nummers 3 (Argentinië, Colombia, Uruguay en Nederland) mochten ook door naar de achtste finales.

## Knock-outfase
|  | Achtste finale    | Achtste finale     |                   |       | Kwartfinale  | Kwartfinale  |               |               | Halve finale | Halve finale |  |  | Finale | Finale |
|  |                   |                    |                   |       |              |              |               |               |              |              |  |  |        |        |
|  | 23 juni – Bari    |                    |                   |       |              |              |               |               |              |              |  |  |        |        |
|  |                   |                    |                   |       |              |              |               |               |              |              |  |  |        |        |
|  | Tsjecho-Slowakije | 4                  |                   |       |              |              |               |               |              |              |  |  |        |        |
|  | Tsjecho-Slowakije | 4                  | 1 juli – Milaan   |       |              |              |               |               |              |              |  |  |        |        |
|  | Costa Rica        | 1                  |                   |       |              |              |               |               |              |              |  |  |        |        |
|  | Costa Rica        | 1                  | Tsjecho-Slowakije | 0     |              |              |               |               |              |              |  |  |        |        |
|  | 24 juni – Milaan  |                    | Tsjecho-Slowakije | 0     |              |              |               |               |              |              |  |  |        |        |
|  |                   | West-Duitsland     | 1                 |       |              |              |               |               |              |              |  |  |        |        |
|  | West-Duitsland    | West-Duitsland     | 1                 | 2     |              |              |               |               |              |              |  |  |        |        |
|  | West-Duitsland    |                    | 4 juli – Turijn   | 2     |              |              |               |               |              |              |  |  |        |        |
|  | Nederland         | 1                  |                   |       |              |              |               |               |              |              |  |  |        |        |
|  | Nederland         | 1                  | West-Duitsland    | 1 (4) |              |              |               |               |              |              |  |  |        |        |
|  | 23 juni – Napels  |                    | West-Duitsland    | 1 (4) |              |              |               |               |              |              |  |  |        |        |
|  |                   | Engeland           | 1 (3)             |       |              |              |               |               |              |              |  |  |        |        |
|  | Kameroen          | Engeland           | 1 (3)             | 2     |              |              |               |               |              |              |  |  |        |        |
|  | Kameroen          | 1 juli – Napels    |                   | 2     |              |              |               |               |              |              |  |  |        |        |
|  | Colombia          | 1                  |                   |       |              |              |               |               |              |              |  |  |        |        |
|  | Colombia          | 1                  | Kameroen          | 2     |              |              |               |               |              |              |  |  |        |        |
|  | 26 juni – Bologna |                    | Kameroen          | 2     |              |              |               |               |              |              |  |  |        |        |
|  |                   | Engeland           | 3                 |       |              |              |               |               |              |              |  |  |        |        |
|  | Engeland          | Engeland           | 3                 | 1     |              |              |               |               |              |              |  |  |        |        |
|  | Engeland          |                    | 8 juli – Rome     | 1     |              |              |               |               |              |              |  |  |        |        |
|  | België            | 0                  |                   |       |              |              |               |               |              |              |  |  |        |        |
|  | België            | 0                  | West-Duitsland    | 1     |              |              |               |               |              |              |  |  |        |        |
|  | 24 juni – Turijn  |                    | West-Duitsland    | 1     |              |              |               |               |              |              |  |  |        |        |
|  |                   | Argentinië         | 0                 |       |              |              |               |               |              |              |  |  |        |        |
|  | Brazilië          | Argentinië         | 0                 | 0     |              |              |               |               |              |              |  |  |        |        |
|  | Brazilië          | 30 juni – Florence |                   | 0     |              |              |               |               |              |              |  |  |        |        |
|  | Argentinië        | 1                  |                   |       |              |              |               |               |              |              |  |  |        |        |
|  | Argentinië        | 1                  | Argentinië        | 0 (3) |              |              |               |               |              |              |  |  |        |        |
|  | 26 juni – Verona  |                    | Argentinië        | 0 (3) |              |              |               |               |              |              |  |  |        |        |
|  |                   | Joegoslavië        | 0 (2)             |       |              |              |               |               |              |              |  |  |        |        |
|  | Spanje            | Joegoslavië        | 0 (2)             | 1     |              |              |               |               |              |              |  |  |        |        |
|  | Spanje            |                    | 3 juli – Napels   | 1     |              |              |               |               |              |              |  |  |        |        |
|  | Joegoslavië       | 2                  |                   |       |              |              |               |               |              |              |  |  |        |        |
|  | Joegoslavië       | 2                  | Argentinië        | 1 (4) |              |              |               |               |              |              |  |  |        |        |
|  | 25 juni – Genua   |                    | Argentinië        | 1 (4) |              |              |               |               |              |              |  |  |        |        |
|  |                   | Italië             | 1 (3)             |       | Derde plaats | Derde plaats |               |               |              |              |  |  |        |        |
|  | Ierland           | Italië             | 1 (3)             | 0 (5) | Derde plaats | Derde plaats |               |               |              |              |  |  |        |        |
|  | Ierland           | 30 juni – Rome     | 30 juni – Rome    | 0 (5) |              |              | 7 juli – Bari | 7 juli – Bari |              |              |  |  |        |        |
|  | Roemenië          | 30 juni – Rome     | 30 juni – Rome    | 0 (4) |              |              | 7 juli – Bari | 7 juli – Bari |              |              |  |  |        |        |
|  | Roemenië          | Ierland            | 0                 | 0 (4) | Engeland     | 1            |               |               |              |              |  |  |        |        |
|  | 25 juni – Rome    | Ierland            | 0                 |       | Engeland     | 1            |               |               |              |              |  |  |        |        |
|  |                   | Italië             | 1                 |       | Italië       | 2            |               |               |              |              |  |  |        |        |
|  | Italië            | Italië             | 1                 | 2     | Italië       | 2            |               |               |              |              |  |  |        |        |
|  | Italië            |                    |                   | 2     |              |              |               |               |              |              |  |  |        |        |
|  | Uruguay           | 0                  |                   |       |              |              |               |               |              |              |  |  |        |        |
|  | Uruguay           | 0                  |                   |       |              |              |               |               |              |              |  |  |        |        |

### Achtste finales
Ten opzichte van het vorige WK plaatsten Argentinië, West-Duitsland, België, Engeland, Brazilië, Spanje, Uruguay en Italië zich opnieuw voor de achtste finales. De Sovjet-Unie werd uitgeschakeld door zowel Kameroen als Roemenië, Denemarken en Bulgarije eveneens door Roemenië; Frankrijk en Paraguay door respectievelijk Joegoslavië en Colombia. De plaatsen van Mexico, Marokko en Polen werden overgenomen door Nederland, Tsjecho-Slowakije, Costa Rica en Ierland.
Europa was vertegenwoordigd met tien deelnemers, Zuid-Amerika met vier, Afrika en Noord-Amerika met één, dezelfde bezetting als het vorige WK.

#### Kameroen - Colombia
|                                               |                  |                  |            |                                                                                      |
| 23 juni 1990 «onderlinge duels» 17:00 (UTC+2) | Kameroen         | 2 – 1 (nv)       | Colombia   | Stadio San Paolo, Napels Toeschouwers: 50.026 Scheidsrechter: Tullio Lanese (Italië) |
| 23 juni 1990 «onderlinge duels» 17:00 (UTC+2) | Milla 106', 109' | Wedstrijdverslag | 115' Redín | Stadio San Paolo, Napels Toeschouwers: 50.026 Scheidsrechter: Tullio Lanese (Italië) |

In de eerste helft had Colombia veel kansen om op voorsprong te komen: het dichtst kwam Freddy Rincón, die vlak voor rust een vrije trap op de paal schoot. In de tweede helft nam Kameroen steeds meer het initiatief, mede door het inbrengen van de 38-jarige Roger Milla. Het was wachten tot de tweede verlenging voor de doelpunten: Milla opende de score na een sterke individuele actie. Vlak daarna ging de Colombiaanse doelman René Higuita op avontuur door ver vooruit te spelen: hij verloor de bal aan Milla, die makkelijk kon scoren dankzij ook een mislukte tackle van achteren van Higuita. Het publiek genoot ook van de Afrikaanse heupdansjes van Milla bij de cornervlag. Colombia gaf nog niet op, Bernardo Redín maakte vijf minuten voor tijd een doelpunt na weer een fijne pass uit het niets van Carlos Valderrama, maar Kameroen gaf de winst niet meer uit handen.

#### Tsjecho-Slowakije - Costa Rica
|                                               |                                  |                  |              |                                                                                                  |
| 23 juni 1990 «onderlinge duels» 21:00 (UTC+2) | Tsjecho-Slowakije                | 4 – 1            | Costa Rica   | Stadio San Nicola, Bari Toeschouwers: 47.673 Scheidsrechter: Siegfried Kirschen (Oost-Duitsland) |
| 23 juni 1990 «onderlinge duels» 21:00 (UTC+2) | Skuhravý 12', 63', 82' Kubík 75' | Wedstrijdverslag | 54' González | Stadio San Nicola, Bari Toeschouwers: 47.673 Scheidsrechter: Siegfried Kirschen (Oost-Duitsland) |

Voor de wedstrijd kreeg Costa Rica een grote teleurstelling te verwerken: de uitblinkende doelman Conejo was geblesseerd en de veel mindere tweede doelman Barrantes verving hem. Tsjecho-Slowakije nam voor de rust de leiding via Tomáš Skuhravý, hij zou de enige speler in de achtste finales zijn, die een doelpunt scoorde in de eerste helft. Na rust kwam eerst Costa Rica verrassend langszij, maar door nog twee goals van Skuhravy en een vrije trap van Kubik won Tsjecho-Slowakije ruim. Skuhravy hield naar aanleiding van deze wedstrijd een contract over bij FC Genua. Opvallend was, dat hij alle drie de doelpunten maakte met zijn hoofd.

#### Brazilië - Argentinië
|                                               |          |                  |              |                                                                                         |
| 24 juni 1990 «onderlinge duels» 17:00 (UTC+2) | Brazilië | 0 – 1            | Argentinië   | Stadio Delle Alpi, Turijn Toeschouwers: 61.381 Scheidsrechter: Joël Quiniou (Frankrijk) |
| 24 juni 1990 «onderlinge duels» 17:00 (UTC+2) |          | Wedstrijdverslag | 80' Caniggia | Stadio Delle Alpi, Turijn Toeschouwers: 61.381 Scheidsrechter: Joël Quiniou (Frankrijk) |

In de eerste helft was Brazilië heer en meester en creëerde veel kansen: Dunga kreeg de grootste kans, maar kopte op de paal. Na de rust was het beste van Brazilië er vanaf, al keerde de doelman van Argentinië Sergio Goycochea een inzet van Careca zelf op de lat, waarna in de rebound Alemão op de paal schoot. Opvallend was, dat Alemão niet bepaald zachtzinnig omging met zijn teammaat bij AS Napoli Diego Maradona. Hoewel hij meer kreupel dan fit was, zorgde Maradona toch voor de beslissing: hij begon aan een solo, waarbij hij alle aandacht trok en op het laatste moment de bal naar Claudio Caniggia speelde: 0-1. Brazilië was nu van slag, aanvoerder Ricardo Gomes werd uit het veld gestuurd na een charge op Caniggia en doelman Cláudio Taffarel keerde een fraaie vrije trap van Maradona. In de slotminuut kreeg Müller nog een vrije kans, maar hij faalde hopeloos. Brazilië haalde voor de eerste keer sinds 1966 de laatste acht niet en coach Lazaroni werd ontslagen. Jaren later kwamen er beschuldigingen van Brazilië, dat Argentinië vals spel had gespeeld: Branco kreeg een bidon aangereikt van Maradona en Troglio en voelde zich toen niet goed, Maradona heeft dat jaren later toegegeven.

#### West-Duitsland - Nederland
|                                               |                          |                  |                      |                                                                                        |
| 24 juni 1990 «onderlinge duels» 21:00 (UTC+2) | West-Duitsland           | 2 – 1            | Nederland            | San Siro, Milaan Toeschouwers: 74.559 Scheidsrechter: Juan Carlos Loustau (Argentinië) |
| 24 juni 1990 «onderlinge duels» 21:00 (UTC+2) | Klinsmann 51' Brehme 82' | Wedstrijdverslag | 89' (pen.) R. Koeman | San Siro, Milaan Toeschouwers: 74.559 Scheidsrechter: Juan Carlos Loustau (Argentinië) |

Meest opmerkelijke affiche voor de achtste finales was Nederland tegen West-Duitsland, een herhaling van de halve finale van het EK in 1988, waar Nederland tot groot vermaak van het hele land van de grote buurman won. Bovendien werd de wedstrijd in Milaan gespeeld, de thuishaven van drie Inter Milan-spelers aan Duitse kant en van drie AC Milan-spelers aan Nederlandse kant. Nederland had drie beroerde wedstrijden achter de rug, maar begon goed aan de wedstrijd: Aaron Winter miste twee goede kansen. In de 21e minuut volgde een incident, dat de wedstrijd op zijn kop zette: Rudi Völler werd getackeld door Frank Rijkaard en ging makkelijk liggen. De scheidsrechter gaf Rijkaard een gele kaart en hij zou geschorst zijn een eventuele volgende wedstrijd. Rijkaard raakte gefrustreerd en spuugde naar Völler, protesten van Völler leverde ook voor hem een gele kaart op. Vlak daarna zaten Rijkaard en Völler te ruziën en de scheidsrechter stuurde beiden uit het veld. Terwijl Rijkaard uit het veld stapte, spuugde hij nog een keer naar Völler. Ironisch genoeg was de absentie van Rijkaard ernstiger voor Nederland dan de absentie van Völler voor West-Duitsland. De Nederlandse verdediging raakte ontwricht, terwijl Jürgen Klinsmann zich als enige aanvaller kon uitleven. In de tweede helft gaf Aron Winter Guido Buchwald te veel ruimte en uit zijn voorzet schoot Klinsmann raak. West-Duitsland kreeg grote kansen via Pierre Littbarski en Lothar Matthäus. Klinsmann schoot met een prima actie op de paal. De beste kans voor Nederland was van Jan Wouters, maar alleen voor doelman Bodo Illgner kon hij niet scoren. Marco van Basten kon weer niks uitrichten en verdiende alleen een gele kaart na een overtreding op Matthäus. Uiteindelijk besliste Andreas Brehme de wedstrijd met een afstandsschot na opnieuw voorbereidend werk van Buchwald. In de slotfase benutte Ronald Koeman nog een strafschop na een versierde val van Van Basten, maar in de slotfase kreeg alleen West-Duitsland nog kansen. Europees kampioen Nederland kon na een zeer teleurstellend toernooi naar huis. Op de persconferentie verklaarde coach Leo Beenhakker, dat slechts vijfentwintig procent van de gebeurtenissen rond het Nederlands elftal openbaar zijn gemaakt, die uitspraak had hij echter al eerder in het toernooi gedaan, na het gelijke spel tegen Egypte tegenover Barend en Van Dorp van Nieuwe Revue.
Zo vertrok de Europees kampioen roemloos van het WK in Italië. De vele gebeurtenissen zijn een eigen leven gaan leiden maar feitelijk hebben de topspelers op het eindtoernooi gefaald.

#### Ierland - Roemenië
|                                               |                                            |       |                                   |                                                                                                  |
| 25 juni 1990 «onderlinge duels» 17:00 (UTC+2) | Ierland                                    | 0 – 0 | Roemenië                          | Stadio Luigi Ferraris, Genua Toeschouwers: 31.818 Scheidsrechter: José Roberto Wright (Brazilië) |
| 25 juni 1990 «onderlinge duels» 17:00 (UTC+2) | Wedstrijdverslag                           |       |                                   | Stadio Luigi Ferraris, Genua Toeschouwers: 31.818 Scheidsrechter: José Roberto Wright (Brazilië) |
| 25 juni 1990 «onderlinge duels» 17:00 (UTC+2) | Strafschoppen                              |       |                                   | Stadio Luigi Ferraris, Genua Toeschouwers: 31.818 Scheidsrechter: José Roberto Wright (Brazilië) |
| 25 juni 1990 «onderlinge duels» 17:00 (UTC+2) | Sheedy Houghton Townsend Cascarino O'Leary | 5 – 4 | Hagi Lupu Rotariu Lupescu Timofte | Stadio Luigi Ferraris, Genua Toeschouwers: 31.818 Scheidsrechter: José Roberto Wright (Brazilië) |

Roemenië had veel betere spelers dan Ierland en was in het voordeel door de hitte in Genua, maar Ierland wist met veel strijd gelijke tred met de Roemenen te houden. Het kwam aan op strafschoppen en de eerste vier strafschoppen werden door beide teams feilloos benut. Bij Roemenië moest de jonge Daniel Timofte de laatste strafschop nemen en zijn inzet werd gestopt door Pat Bonner. Tot stomme verbazing van zijn eigen coach Jack Charlton ging de niet bepaald technische verdediger David O'Leary de laatste strafschop nemen, maar hij schoot hem feilloos binnen. Heel Ierland stond stil tijdens de strafschoppen en was dronken van vreugde. De katholieke Ieren mochten spelen in Rome en gingen als beloning op audiëntie bij de Paus. Timofte opende na zijn carrière een café met als naam "penalty".

#### Italië - Uruguay
|                                               |                          |                  |         |                                                                                        |
| 25 juni 1990 «onderlinge duels» 21:00 (UTC+2) | Italië                   | 2 – 0            | Uruguay | Stadio Olimpico, Rome Toeschouwers: 73.303 Scheidsrechter: George Courtney ( Engeland) |
| 25 juni 1990 «onderlinge duels» 21:00 (UTC+2) | Schillaci 65' Serena 83' | Wedstrijdverslag |         | Stadio Olimpico, Rome Toeschouwers: 73.303 Scheidsrechter: George Courtney ( Engeland) |

Italië had weinig te duchten van een defensief Uruguay, maar het duurde tot de 65e minuut voor er werd gescoord. Het was opnieuw Schillaci die met een fraai schot van afstand raak schoot. Invaller Aldo Serena besliste het duel met een kopgoal.

#### Spanje - Joegoslavië
|                                               |                   |                  |                    | |
| 26 juni 1990 «onderlinge duels» 17:00 (UTC+2) | Spanje            | 1 – 2 (nv)       | Joegoslavië        | Stadio Marc'Antonio Bentegodi, Verona Toeschouwers: 35.500 Scheidsrechter: Aron Schmidhuber ( West-Duitsland) |
| 26 juni 1990 «onderlinge duels» 17:00 (UTC+2) | Julio Salinas 83' | Wedstrijdverslag | 78', 92' Stojković | Stadio Marc'Antonio Bentegodi, Verona Toeschouwers: 35.500 Scheidsrechter: Aron Schmidhuber ( West-Duitsland) |

De wedstrijd in een heet Verona was lang een saai tactisch schouwspel, waarbij vooral Joegoslavië nauwelijks aanviel. De beste kansen waren vlak na rust voor Spanje: Martín Vázquez miste twee maal na een individuele actie en de weer onzichtbare Emilio Butragueño kopte op de paal. De wedstrijd brak open na een prachtig doelpunt van Dragan Stojković: met een subtiele voetbeweging stuurde hij Rafael Martín Vázquez de verkeerde kant op en schoot de 1-0 binnen. Spanje dwong nog wel een verlenging af door een doelpunt van Julio Salinas, maar vroeg in de verlenging scoorde Stojković opnieuw uit een fraaie vrije trap en kon Spanje geen vuist meer maken.

#### Engeland - België
|                                               |            |                  |        |                                                                                                   |
| 26 juni 1990 «onderlinge duels» 21:00 (UTC+2) | Engeland   | 1 – 0 (nv)       | België | Stadio Renato Dall'Ara, Bologna Toeschouwers: 34.520 Scheidsrechter: Peter Mikkelsen (Denemarken) |
| 26 juni 1990 «onderlinge duels» 21:00 (UTC+2) | Platt 119' | Wedstrijdverslag |        | Stadio Renato Dall'Ara, Bologna Toeschouwers: 34.520 Scheidsrechter: Peter Mikkelsen (Denemarken) |

De wedstrijd tussen Engeland en België was een aantrekkelijke wedstrijd, waarbij beide teams de intentie hadden aanvallend te spelen. België maakte opnieuw een goede indruk, maar zowel Jan Ceulemans als Enzo Scifo schoten op de paal. Engeland was lange tijd de mindere ploeg, maar had wel de pech dat een zuiver doelpunt van John Barnes werd afgekeurd. Lange tijd leek het duel doelpuntloos te eindigen, maar in de verlenging begon Paul Gascoigne drie minuten voor tijd een lange rush, die werd gestuit door Eric Gerets. Gascoigne nam de vrije trap zelf, speelde hem naar invaller David Platt, die stijlvol afmaakte. België was voortijdig uitgeschakeld, terwijl het beter voetbal liet zien dan vier jaar geleden, toen het de halve finales haalde.

#### Samenvatting achtste finales
Zes Europese landen haalden de kwartfinales, bij het vorige WK waren dat er vijf, Zuid Amerika verloor één plaats, van twee naar één, Afrika nam de plaats van Noord Amerika over. West-Duitsland, Engeland en Argentinië waren er opnieuw bij, zowel Frankrijk als Spanje werden uitgeschakeld door Joegoslavië, Italië, Ierland, Tsjecho-Slowakije en Kameroen namen de plaats in van België, Brazilië en Mexico. Van de afvallers speelden Nederland, Brazilië, Spanje, Uruguay en Roemenië een teleurstellend toernooi, België en Colombia maakten een goede indruk en Costa Rica was een grote verrassing. Van de kwartfinales maakten West-Duitsland en Italië een goede indruk, Argentinië, Engeland en Joegoslavië voldeden aan de verwachtingen zonder te imponeren en Tsjecho-Slowakije, Ierland en vooral Kameroen waren grote verrassingen.

### Kwartfinales

#### Argentinië - Joegoslavië
|                                               |                                                |       |                                                   | |
| 30 juni 1990 «onderlinge duels» 17:00 (UTC+2) | Argentinië                                     | 0 – 0 | Joegoslavië                                       | Stadio Artemio Franchi, Florence Toeschouwers: 38.971 Scheidsrechter: Kurt Röthlisberger ( Zwitserland) |
| 30 juni 1990 «onderlinge duels» 17:00 (UTC+2) | Wedstrijdverslag                               |       |                                                   | Stadio Artemio Franchi, Florence Toeschouwers: 38.971 Scheidsrechter: Kurt Röthlisberger ( Zwitserland) |
| 30 juni 1990 «onderlinge duels» 17:00 (UTC+2) | Strafschoppen                                  |       |                                                   | Stadio Artemio Franchi, Florence Toeschouwers: 38.971 Scheidsrechter: Kurt Röthlisberger ( Zwitserland) |
| 30 juni 1990 «onderlinge duels» 17:00 (UTC+2) | Serrizuela Burruchaga Maradona Troglio Dezotti | 3 – 2 | Stojković Prosinečki Savićević Brnović Hadžibegić | Stadio Artemio Franchi, Florence Toeschouwers: 38.971 Scheidsrechter: Kurt Röthlisberger ( Zwitserland) |

Joegoslavië besloot het middenveld te versterken, de jonge Kroaat Robert Prosinecki speelde nu in de basis en groeide in het begin van de wedstrijd samen met de Serviër Dragan Stojković uit tot de uitblinker. Joegoslavië miste prima kansen via Jozic en Prosinecki. In de 31e minuut werd de wedstrijd op zijn kop gezet, de persoonlijke bewaker van Diego Maradona, Refik Šabanadžović, ontving binnen zeven minuten twee gele kaarten en kon vertrekken. Toch bleef Joegoslavië gelijke tred houden met de teleurstellende wereldkampioen, al kreeg Oscar Ruggeri in de tweede helft de beste kans, hij kopte op de lat. In de verlenging miste Joegoslavië een open kans via Dejan Savićević na voortreffelijk voorbereidend werk van Stojkovic en aan het einde van de verlengingen was er veel commotie rond een afgekeurd doelpunt van de Argentijn Jorge Burruchaga na hands. De reservebanken van beide team raakten oververhit, maar de scheidsrechter kon op tijd orde brengen. De strafschoppenserie begon dramatisch: de twee sterspelers van beide teams misten, Stojković raakte keihard de lat en Maradona produceerde een slap rolletje. Na een nieuwe misser aan Argentijnse kant (Troglio) hadden de Joegoslaven voordeel. Echter, er gebeurde iets merkwaardigs: Faruk Hadžibegić wou de strafschop al nemen, maar was vergeten, dat hij de laatste nemer was. Snel moest Dragoljub Brnović zich voorbereiden, hij miste en later miste Hadžibegić ook. Joegoslavië was uitgeschakeld, maar alle kenners waren overtuigd, dat dit team kon uitgroeien tot een groot elftal. Een jaar later brak echter de Joegoslavische burgeroorlog uit en het land viel uit elkaar.

#### Italië - Ierland
|                                               |               |                  |         |                                                                                             |
| 30 juni 1990 «onderlinge duels» 21:00 (UTC+2) | Italië        | 1 – 0            | Ierland | Stadio Olimpico, Rome Toeschouwers: 73.303 Scheidsrechter: Carlos Silva Valente ( Portugal) |
| 30 juni 1990 «onderlinge duels» 21:00 (UTC+2) | Schillaci 38' | Wedstrijdverslag |         | Stadio Olimpico, Rome Toeschouwers: 73.303 Scheidsrechter: Carlos Silva Valente ( Portugal) |

Net als Engeland en Nederland had Italië veel moeite met het no-nonsense voetbal van Ierland, zo miste Niall Quinn in het begin van de wedstrijd een goede kopkans. Voor rust kwam Italië op voorsprong, Pat Bonner kon een schot van Roberto Donadoni niet keren en Salvatore Schillaci kon zijn vierde doelpunt van het toernooi scoren. In de tweede helft schoot Schillaci een vrije trap op de paal, maar de Italianen gingen steeds nerveuzer spelen. Ierland viel dapper aan, maar kon geen kansen meer creëren.

#### Tsjecho-Slowakije - West-Duitsland
|                                              |                   |                  |                     |                                                                                 |
| 1 juli 1990 «onderlinge duels» 17:00 (UTC+2) | Tsjecho-Slowakije | 0 – 1            | West-Duitsland      | San Siro, Milaan Toeschouwers: 73.347 Scheidsrechter: Helmut Kohl ( Oostenrijk) |
| 1 juli 1990 «onderlinge duels» 17:00 (UTC+2) |                   | Wedstrijdverslag | 25' (pen.) Matthäus | San Siro, Milaan Toeschouwers: 73.347 Scheidsrechter: Helmut Kohl ( Oostenrijk) |

Tsjecho-Slowakije kwam opvallend ver in het toernooi, maar kon alleen maar tegenhouden in de eerste helft. Zo redde Ivan Hašek twee maal een bal van de doellijn. West-Duitsland kwam op voorsprong door een duikeling van Jürgen Klinsmann, de strafschop werd overtuigend benut door Lothar Matthäus. In de tweede helft probeerde West-Duitsland de voorsprong te verdubbelen, maar toen dat niet lukte schakelde men over naar resultaatvoetbal. De Tsjechische aanvaller Ľubomír Moravčík werd uit het veld gestuurd, omdat hij een schoen naar de scheidsrechter gooide. Met tien man kregen de Tsjechen nog goede kansjes, maar een gelijkmaker zat er niet in.

#### Kameroen - Engeland
|                                              |                            |                  |                                           |                                                                                         |
| 1 juli 1990 «onderlinge duels» 21:00 (UTC+2) | Kameroen                   | 2 – 3 (nv)       | Engeland                                  | Stadio San Paolo, Napels Toeschouwers: 55.205 Scheidsrechter: Edgardo Codesal ( Mexico) |
| 1 juli 1990 «onderlinge duels» 21:00 (UTC+2) | Kundé 61' (pen.) Ekéké 65' | Wedstrijdverslag | 25' Platt 83' (pen.), 105' (pen.) Lineker | Stadio San Paolo, Napels Toeschouwers: 55.205 Scheidsrechter: Edgardo Codesal ( Mexico) |

De wedstrijd tussen Engeland en Kameroen was de moeite meer dan waard na drie weinig amusante kwartfinalewedstrijden. Kameroen had een vliegende start ondanks de afwezigheid van liefst vier geschorste spelers, recordinternational Peter Shilton redde op een schot van dichtbij van François Omam-Biyik en in de rebound schoot Louis-Paul M'Fédé rakelings naast. In de 25e minuut kreeg Engeland zijn eerste kans en het was meteen raak: David Platt kopte raak na een voorzet van Terry Butcher. In de tweede helft werd Roger Milla ingezet en opnieuw was Milla van onschatbare waarde voor de "ontembare leeuwen". Eerst werd hij getackeld in het strafschopgebied door Paul Gascoigne en de strafschop werd benut door Emmanuel Kundé. Kameroen was nu niet meer te stuiten en vlak daarna scoorde de pas net ingevallen Eugène Ekéké na combinatiespel met Milla. Oman-Bijik kreeg de kans om de wedstrijd te beslissen, maar vrij voor de doelman probeerde hij met een subtiel hakje Shilton te passeren. Zeven minuten voor tijd werd Gary Lineker gehaakt door een wilde trap van Massing en hij benutte de strafschop zelf: 2-2. In de eerste verlenging was Kameroen nog steeds de bovenliggende partij, maar met name opnieuw Oman-Bijik was ongelukkig in de afwerking. Terwijl Kameroen in de aanval was, veroverde Gascoigne de bal en zette Lineker vrij voor de doelman. N'Kono raakte Lineker lichtjes, maar de scheidsrechter gaf een strafschop, die Lineker benutte. Deze klap kwamen de Afrikanen niet meer te boven in de tweede verlenging, maar ze konden trots zijn op hun prestatie. Engeland was zowel tegen Kameroen als tegen België de onderliggende partij, maar haalde wel voor de eerste keer sinds 1966 de halve finales.

### Halve finales
Ten opzichte van het vorige WK haalden Argentinië en West-Duitsland opnieuw de halve finales, België werd uitgeschakeld door Engeland, de plaats van Frankrijk werd ingenomen door Italië. Europa was vertegenwoordigd met drie zetels, Zuid-Amerika met één, dezelfde verhouding als het vorige WK.

#### Italië - Argentinië
|                                              |                                           |                  |                                              |                                                                                           |
| 3 juli 1990 «onderlinge duels» 20:00 (UTC+2) | Italië                                    | 1 – 1            | Argentinië                                   | Stadio San Paolo, Napels Toeschouwers: 59.978 Scheidsrechter: Michel Vautrot ( Frankrijk) |
| 3 juli 1990 «onderlinge duels» 20:00 (UTC+2) | Schillaci 17'                             | Wedstrijdverslag | 67' Caniggia                                 | Stadio San Paolo, Napels Toeschouwers: 59.978 Scheidsrechter: Michel Vautrot ( Frankrijk) |
| 3 juli 1990 «onderlinge duels» 20:00 (UTC+2) | Strafschoppen                             |                  |                                              | Stadio San Paolo, Napels Toeschouwers: 59.978 Scheidsrechter: Michel Vautrot ( Frankrijk) |
| 3 juli 1990 «onderlinge duels» 20:00 (UTC+2) | Baresi Baggio De Agostini Donadoni Serena | 3 – 4            | Serrizuela Burruchaga Olarticoechea Maradona | Stadio San Paolo, Napels Toeschouwers: 59.978 Scheidsrechter: Michel Vautrot ( Frankrijk) |

De stad Napels was op 3 juli een verdeelde stad, uitgerekend het Argentinië van Napoli-ster Diego Maradona speelde in die stad tegen Italië. Maradona beïnvloedde de publieke opinie en verklaarde, dat het Zuiden van Italië altijd achtergesteld was ten opzichte van het Noorden. Coach Azeglio Vicini verraste door de goed spelende Roberto Baggio te vervangen door Gianluca Vialli. Een schot van Vialli werd los gelaten door de Argentijnse doelman Sergio Goycochea en net als tegen Ierland schoot Salvatore Schillaci raak in de rebound. Argentinië speelde eindelijk een acceptabele partij en begon in de tweede helft de dit toernooi nog ongepasseerde Walter Zenga te testen, hij maakte een nerveuze indruk. Hij ging in de fout bij de gelijkmaker van Claudio Caniggia door ver uit zijn doel te gaan bij een kopbal. Daarna ontstond meer een gevecht dan een voetbalwedstrijd, waarbij Italië steeds meer een onzekere indruk maakte. De beste kans was voor de ingevallen Roberto Baggio, hij had bijna succes met een vrije trap, maar Schillaci was onzichtbaar en Vialli speelde even matig als in de eerste wedstrijden. In de eerste helft van de verlenging werd Ricardo Giusti uit het veld gestuurd en vanaf dat moment was Argentinië alleen maar bezig de strafschoppenserie te halen. Tekenend was, dat de bebaarde Sergio Batista alleen het veld inkwam om te ontregelen en ontving ook een gele kaart na een lompe actie. Diego Maradona nam zijn ploeg op sleeptouw, bediende Julio Olarticoechea na een waanzinnige solo en juichte provocerend na het laatste fluitsignaal. Tijdens de strafschoppenserie was Goycoechea weer de held van de avond door de strafschoppen van Roberto Donadoni en Aldo Serena te stoppen. Argentinië stond voor de tweede achtereenvolgende keer in de finale en heel Italië bleef achter met een kater. De veldslag tegen Italië leverde wel vier schorsingen op waaronder Claudio Caniggia.

#### West-Duitsland - Engeland
|                                              |                             |                  |                                       |                                                                                                |
| 4 juli 1990 «onderlinge duels» 20:00 (UTC+2) | West-Duitsland              | 1 – 1            | Engeland                              | Stadio delle Alpi, Turijn Toeschouwers: 62.628 Scheidsrechter: José Roberto Wright ( Brazilië) |
| 4 juli 1990 «onderlinge duels» 20:00 (UTC+2) | Brehme 60'                  | Wedstrijdverslag | 80' Lineker                           | Stadio delle Alpi, Turijn Toeschouwers: 62.628 Scheidsrechter: José Roberto Wright ( Brazilië) |
| 4 juli 1990 «onderlinge duels» 20:00 (UTC+2) | Strafschoppen               |                  |                                       | Stadio delle Alpi, Turijn Toeschouwers: 62.628 Scheidsrechter: José Roberto Wright ( Brazilië) |
| 4 juli 1990 «onderlinge duels» 20:00 (UTC+2) | Brehme Matthäus Riedle Thon | 4 – 3            | Lineker Beardsley Platt Pearce Waddle | Stadio delle Alpi, Turijn Toeschouwers: 62.628 Scheidsrechter: José Roberto Wright ( Brazilië) |

Engeland was lange tijd de bovenliggende partij, met name het veel geprezen West-Duitse middenveld had het zwaar, Lothar Matthäus werd constant overvleugeld door de ontketende Paul Gascoigne en aanvaller Rudi Völler raakte snel geblesseerd. In de tweede helft kwam Engeland ongelukkig op achterstand, Andreas Brehme schoot raak uit een van richting veranderde vrije trap, dankzij ongelukkig uitlopen van Paul Parker. Engeland toonde veerkracht en Gary Lineker profiteerde van matig verdedigen. In de verlenging schoten zowel Chris Waddle als Guido Buchwald op de paal. Meest opmerkelijke moment van de wedstrijd was de gele kaart van Paul Gascoigne, zijn tweede gele kaart van het toernooi, waardoor hij de finale in ieder geval zou missen. De speler barstte in tranen uit, maar hervond zichzelf weer. Zijn medespelers zouden de finale ook niet halen, zowel Stuart Pearce als Chris Waddle miste tijdens de strafschoppenserie en de West-Duitsers haalden voor de derde achtereenvolgende keer de finale.

### Troostfinale: 3e/4e plaats
|                                              |                                 |                  |           |                                                                                        |
| 7 juli 1990 «onderlinge duels» 20:00 (UTC+2) | Italië                          | 2 – 1            | Engeland  | Stadio San Nicola, Bari Toeschouwers: 51.426 Scheidsrechter: Joël Quiniou ( Frankrijk) |
| 7 juli 1990 «onderlinge duels» 20:00 (UTC+2) | Baggio 71' Schillaci 86' (pen.) | Wedstrijdverslag | 81' Platt | Stadio San Nicola, Bari Toeschouwers: 51.426 Scheidsrechter: Joël Quiniou ( Frankrijk) |

### Finale
Voor de eerste keer in de historie was de finale een herhaling van de deelnemers van het vorige WK, West-Duitsland en Argentinië. Het was opnieuw een confrontatie tussen Europa en Zuid-Amerika.
|                                              |            |                  |                   |                                                                                      |
| 8 juli 1990 «onderlinge duels» 20:00 (UTC+2) | Argentinië | 0 – 1            | West-Duitsland    | Stadio Olimpico, Rome Toeschouwers: 73.603 Scheidsrechter: Edgardo Codesal ( Mexico) |
| 8 juli 1990 «onderlinge duels» 20:00 (UTC+2) |            | Wedstrijdverslag | 85' (pen.) Brehme | Stadio Olimpico, Rome Toeschouwers: 73.603 Scheidsrechter: Edgardo Codesal ( Mexico) |

| 1990 Wereldkampioen        |
| -------------------------- |
|                            |
| WEST-DUITSLAND Derde titel |

## Toernooiranglijst
| Plaats                              | Land                         | Groep | GW | Win | Gel | Ver | DV | DT | +/− | Pnt |
| ----------------------------------- | ---------------------------- | ----- | -- | --- | --- | --- | -- | -- | --- | --- |
| 1                                   | West-Duitsland               | D     | 7  | 5   | 2   | 0   | 15 | 5  | +10 | 12  |
| 2                                   | Argentinië                   | B     | 7  | 2   | 3   | 2   | 5  | 4  | +1  | 7   |
| 3                                   | Italië                       | A     | 7  | 6   | 1   | 0   | 10 | 2  | +8  | 13  |
| 4                                   | Engeland                     | F     | 7  | 3   | 3   | 1   | 8  | 6  | +2  | 9   |
| Uitgeschakeld in de Kwartfinales    |                              |       |    |     |     |     |    |    |     |     |
| 5                                   | Joegoslavië                  | D     | 5  | 3   | 1   | 1   | 8  | 6  | +2  | 7   |
| 6                                   | Tsjecho-Slowakije            | A     | 5  | 3   | 0   | 2   | 10 | 5  | +5  | 6   |
| 7                                   | Kameroen                     | B     | 5  | 3   | 0   | 2   | 7  | 9  | –2  | 6   |
| 8                                   | Ierland                      | F     | 5  | 0   | 4   | 1   | 2  | 3  | −1  | 4   |
| Uitgeschakeld in de Achtste finales |                              |       |    |     |     |     |    |    |     |     |
| 9                                   | Brazilië                     | C     | 4  | 3   | 0   | 1   | 4  | 2  | +2  | 6   |
| 10                                  | Spanje                       | E     | 4  | 2   | 1   | 1   | 6  | 4  | +2  | 5   |
| 11                                  | België                       | E     | 4  | 2   | 0   | 2   | 6  | 4  | +2  | 4   |
| 12                                  | Roemenië                     | B     | 4  | 1   | 2   | 1   | 4  | 3  | +1  | 4   |
| 13                                  | Costa Rica                   | C     | 4  | 2   | 0   | 2   | 4  | 6  | −2  | 4   |
| 14                                  | Colombia                     | D     | 4  | 1   | 1   | 2   | 4  | 4  | 0   | 3   |
| 15                                  | Nederland                    | F     | 4  | 0   | 3   | 1   | 3  | 4  | −1  | 3   |
| 16                                  | Uruguay                      | E     | 4  | 1   | 1   | 2   | 2  | 5  | −3  | 3   |
| Uitgeschakeld in de groepsfase      |                              |       |    |     |     |     |    |    |     |     |
| 17                                  | Sovjet-Unie                  | B     | 3  | 1   | 0   | 2   | 4  | 4  | 0   | 2   |
| 18                                  | Oostenrijk                   | A     | 3  | 1   | 0   | 2   | 2  | 3  | −1  | 2   |
| 18                                  | Schotland                    | C     | 3  | 1   | 0   | 2   | 2  | 3  | −1  | 2   |
| 20                                  | Egypte                       | F     | 3  | 0   | 2   | 1   | 1  | 2  | −1  | 2   |
| 21                                  | Zweden                       | C     | 3  | 0   | 0   | 3   | 3  | 6  | −3  | 0   |
| 22                                  | Zuid-Korea                   | E     | 3  | 0   | 0   | 3   | 1  | 6  | −5  | 0   |
| 23                                  | Verenigde Staten             | A     | 3  | 0   | 0   | 3   | 2  | 8  | −6  | 0   |
| 24                                  | Verenigde Arabische Emiraten | D     | 3  | 0   | 0   | 3   | 2  | 11 | −9  | 0   |

## Doelpuntenmakers
6 doelpunten
- Salvatore Schillaci

5 doelpunten
- Tomáš Skuhravý

4 doelpunten
- Roger Milla
- Gary Lineker
- Míchel
- Lothar Matthäus

3 doelpunten
- David Platt
- Andreas Brehme
- Jürgen Klinsmann
- Rudi Völler

2 doelpunten
- Claudio Caniggia
- Careca
- Müller
- Bernardo Redín
- Michal Bílek
- Roberto Baggio
- Gabi Balint
- Marius Lăcătuș
- Davor Jozić
- Darko Pančev
- Dragan Stojković

1 doelpunt
- Andreas Ogris
- Gerhard Rodax
- Jorge Burruchaga
- Pedro Monzón
- Pedro Troglio
- Jan Ceulemans
- Lei Clijsters
- Michel De Wolf
- Marc Degryse
- Enzo Scifo
- Patrick Vervoort
- Eugène Ekéké
- Emmanuel Kundé
- François Omam-Biyik
- Freddy Rincón
- Carlos Valderrama
- Juan Cayasso
- Róger Flores
- Rónald González
- Hernán Medford
- Ivan Hašek
- Luboš Kubík
- Milan Luhový
- Magdi Abdelghani
- Mark Wright
- Giuseppe Giannini
- Aldo Serena
- Ruud Gullit
- Wim Kieft
- Ronald Koeman
- Niall Quinn
- Kevin Sheedy
- Mo Johnston
- Stuart McCall
- Hwangbo Kwan
- Igor Dobrovolski
- Oleg Protasov
- Aleksandr Zavarov
- Andrej Zygmantovitsj
- Alberto Górriz
- Julio Salinas
- Tomas Brolin
- Johnny Ekström
- Glenn Strömberg
- Khalid Ismaïl
- Ali Thani Jumaa
- Paul Caligiuri
- Bruce Murray
- Pablo Bengoechea
- Daniel Fonseca
- Uwe Bein
- Pierre Littbarski
- Robert Prosinečki
- Safet Sušić

## WK 1990 in beeld

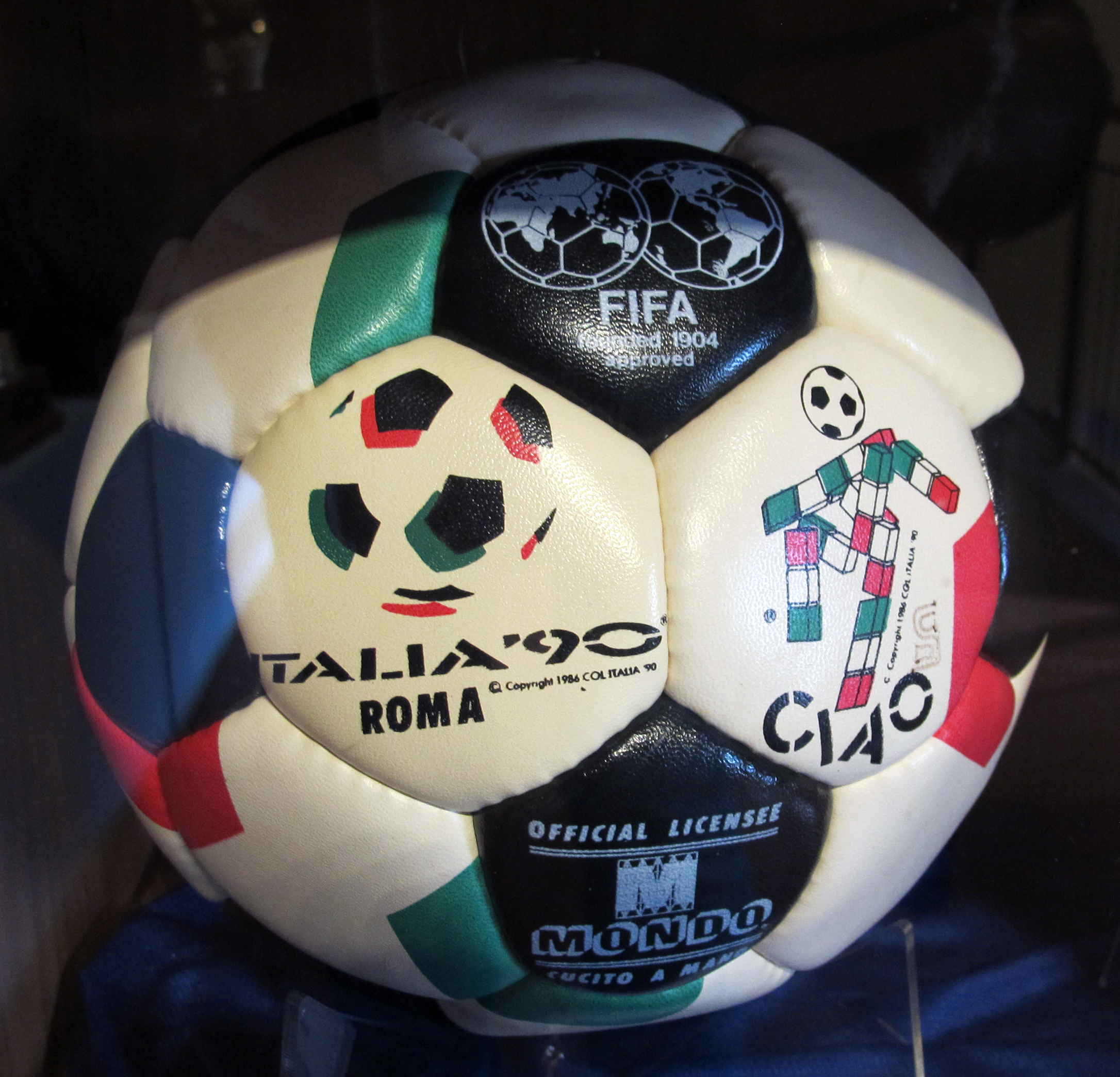
De bal

Stadio San Nicola (Bari) · Stadio Luigi Ferraris (Genua) · Stadio Olimpico (Rome) · Stadio Renato Dall'Ara (Bologna) · Stadio Giuseppe Meazza (Milaan) · Stadio delle Alpi (Turijn) · Stadio Sant'Elia (Cagliari) · Stadio San Paolo (Napels) · Stadio Friuli (Udine) · Stadio Communale (Florence) · Stadio Della Favorita (Palermo) · Stadio Marcantonio Bentegodi (Verona)